# Bildungsbenachteiligung in der Bundesrepublik Deutschland
Mit Bildungsbenachteiligung in der Bundesrepublik Deutschland wird die bildungsspezifische Benachteiligung von Gruppen in der Bundesrepublik Deutschland bezeichnet, die über geringe kulturelle, soziale oder finanzielle Ressourcen verfügen. Der Begriff impliziert nicht vorsätzliche oder bewusste Diskriminierung, sondern konstatiert statistisch ein relatives Schlechterabschneiden dieser Gruppen bei der Verteilung von Bildungschancen und beim Erreichen von Bildungserfolgen in der bundesdeutschen Gesellschaft. Zu berücksichtigen ist dabei, dass es in Deutschland ein übergreifendes, aber kein vollständig einheitliches Bildungssystem gibt, da Bildung und Kultur Angelegenheit der Bundesländer sind, was zu regionalen Unterschieden führt. Mit der Veröffentlichung der ersten PISA-Studie 2001 wurde das Thema Bildungsbenachteiligung wieder verstärkt diskutiert und ist seither regelmäßig Thema in den Medien und der Öffentlichkeit. Anlässlich der Veröffentlichung der IGLU-Studie und PISA-Studie von 2007 sprach auch Bundespräsident Köhler davon, dass die Bildungsbenachteiligung im deutschen Bildungssystem eine „unentschuldbare Ungerechtigkeit“ sei, die nicht nur den Betroffenen schade, sondern auch „eine Vergeudung von Humanvermögen“ darstelle.
Laut Grundgesetz darf in Deutschland niemand aufgrund seiner Herkunft benachteiligt werden, womit auch die soziale Herkunft gemeint ist. Dennoch stellte das Bundesministerium für Bildung und Forschung im Jahr 2017 auf seiner Internetpräsenz fest: Es „… entscheidet in kaum einem anderen Industriestaat die sozio-ökonomische Herkunft so sehr über den Schulerfolg und die Bildungschancen wie in Deutschland. Zugleich gelingt es in Deutschland im internationalen Vergleich deutlich schlechter, Kindern und Jugendlichen mit Migrationshintergrund gute schulische Kompetenzen zu vermitteln. Wenn wir die Zukunftschancen der jungen Generation in Deutschland sichern wollen, muss das Schulsystem in Deutschland mehr Kinder und Jugendliche zu höheren Bildungsabschlüssen führen – und zwar unabhängig von ihrer Herkunft.“ Der Soziologe Hartmut Esser konstatierte 2016, dass Kinder aus Migrantenfamilien „zweifellos […] in den Bildungseinrichtungen besondere Hürde zu überwinden“ hätten. Diese lägen insbesondere im geringen sozialen Status der Familien. Gleichzeitig sei es „eine Mär, dass sie Kinder mit Migrationshintergrund in Deutschland systematisch benachteiligt werden“. Bei Noten gebe es bei gleichen Leistungen so gut wie keine Unterschiede und die Empfehlungen seien sogar eher großzügiger als bei Kindern von Einheimischen.
Tatsächlich konstatieren diverse Bildungsstudien eine Benachteiligung von Menschen mit einer niedrigen sozialen Herkunft. Dabei hat sich die soziale Benachteiligung verschoben: während noch in den 1970er Jahren „Katholische Arbeitertochter vom Land“ eine Formel für Mehrfachbenachteiligung war, wird heute eher vom „Türkischen Jugendlichen aus dem Problemviertel“ oder vom „Migrantensohn“ gesprochen. Geblieben ist als Merkmal für Bildungsbenachteiligung die Herkunft aus niedrigen sozialen Schichten.
Bildungsbenachteiligung ist über soziale Indikatoren messbar (siehe Kapitel zur Methodik) und hat absolute oder relative Bildungsarmut zur Folge.
Im deutschsprachigen Raum existieren verschiedene Organisationen, welche sich in der Bekämpfung der Bildungsbenachteiligung engagieren: ArbeiterKind.de, Rock Your Life und Teach First Deutschland.

## Soziale Ungleichheit der Bildungsmöglichkeiten

### Ausbildung als Unterscheidungsmerkmal sozialer Klassen
In einer Studie der Konrad-Adenauer-Stiftung wird die Sorge der Eltern um die Ausbildung ihrer Kinder als wesentliches Unterscheidungsmerkmal zur Trennung der heutigen deutschen Gesellschaft in drei „Lebenswelten“ herangezogen. Die Studie bezieht sich dabei auf die konventionelle Darstellung der Gesellschaft als eine in drei sozialen Schichten unterteilbare Klassengesellschaft: Unterschicht, Mittelschicht und Oberschicht. Wenn Eltern der Mittelschicht versuchen, ihre Kinder von Kindern der Unterschicht fernzuhalten, würden sie umziehen und so für eine Separierung der Stadtteile sorgen. Der Bildungserfolg der Kinder sei zunehmend auf die Eltern verlagert worden, so dass in einigen Bundesländern bereits ein Markt für Lernmaterial entstanden sei. Eltern aus der Unterschicht, die etwa 5 % der befragten Eltern repräsentieren, könnten im Gegensatz zu den Mittelschicht- und Oberschichtseltern diesen schulischen Belangen ihrer Kinder nicht nachkommen. Noch schärfer als die Trennung zwischen Mittelschicht und Unterschicht sei die Trennung zwischen Mittelschicht und Oberschicht. Diese Trennung sei weitgehend unüberwindbar. Kinder, die in die Oberschicht eingeordnet werden können, erfahren eine von materiellen Beschränkungen weitgehend losgelöste Förderung durch ihre Eltern, Helfer und private Schulen.
Bezüglich der Bildungsanstrengungen von Sozialhilfeempfängern kommen eine Langzeitstudie der Arbeiterwohlfahrt und eine Studie im Auftrag der Stadt Nürnberg zu konkreteren Ergebnissen der Bildungsaspiration armer Eltern: In 93 % der befragten Familien verzichten die Sozialhilfeempfänger selbst auf genauso viel oder auf mehr als ihre Kinder. Am seltensten sparten die Befragten an Lebensmitteln und Anschaffungen für die Schule. Die Mehrheit verzichte dafür meist auf Urlaub und gibt nur selten Geld für die Wohnungseinrichtung aus. „Besonders auffallend“ war dem Wissenschaftler zufolge der ausgeprägte Wunsch der Eltern nach „möglichst hoher schulischer Bildung für ihre Kinder“. Die AWO-ISS-Längschnittstudie „Kinderarmut“ kommt zu dem Ergebnis, dass Eltern in Armut die Unterstützung ihrer Kinder wichtig sei, dass allerdings oftmals die Zugänge zu sozialer Hilfe blockiert seien.

„Eine wichtige Voraussetzung ist, die Elternleistung gerade in hoch belasteten Lebenssituationen, zu denen Armut zu rechnen ist, anzuerkennen und zu würdigen, um Prozesse der sozialen Integration und Teilhabe zu sichern, aber auch um die gemeinsame Verantwortung für die (armen) Kinder als Erziehungspartnerschaften von Eltern, Familie, sozialem Umfeld, Staat und Gesellschaft auszudrücken.“

Insgesamt gehen Kinder aus Familien der oberen Dienstklasse (Kinder von Leuten aus hohen, meist akademischen Positionen, zum Beispiel Kinder von Spitzenmanagern) 6,06-mal so häufig aufs Gymnasium wie Kinder aus Facharbeiterfamilien und Kinder aus der unteren Dienstklasse (zum Beispiel Kinder von Professoren oder Ärzten) gehen 3,64-mal so häufig aufs Gymnasium wie Facharbeiterkinder (ebd.).
Die Chancen der Facharbeiterkinder sind in Städten mit über 300.000 Einwohnern am schlechtesten. Dort sind die Chancen des Kindes aus der oberen Dienstklasse auf den Gymnasialbesuch 14,36-mal so hoch wie die des Facharbeiterkindes und die Chancen eines Kindes aus der unteren Dienstklasse 7,57-mal so hoch wie die eines Facharbeiterkindes (ebd.).
In den letzten Jahrzehnten hat sich die Entwicklung der Bildungsbeteiligung in der Bundesrepublik Deutschland verschlechtert, seit Beginn der 1980er Jahre ist die Teilnahme von Kindern sozial schlechtergestellter Familien an höherer Bildung rückläufig.
Eine auf die PISA-Studie von 2003 folgende Studie des RWI stellte unter anderem fest, dass das Ausbildungsniveau der Eltern, insbesondere der Mutter, stärker über den Bildungserfolg entscheide als die nationale Herkunft.

### Regionale Unterschiede bei der sozialen Differenzierung
Bildungschancen sind auch regional unterschiedlich, beispielsweise im Vergleich zwischen Ost- und West-Deutschland. In Westdeutschland sind die Chancen, ein Gymnasium zu besuchen, für ein Kind aus der oberen Dienstklasse (Akademiker in hohen Positionen) 7,26-mal größer und für ein Kind aus der unteren Dienstklasse 4,20-mal größer als die Chancen eines Facharbeiterkindes (ebd.).
Bei diesen Angaben ist zu berücksichtigen, dass die Chancen von Kindern von an- und ungelernten Arbeitern und Landarbeitern noch geringer sind als die der Facharbeiterkinder, jedoch weder von den PISA- noch von den IGLU-Studien im Direktvergleich ausgewertet wurden.
In Ostdeutschland ist die Ungleichheit der Lebenschancen kleiner. Hier ist die Chance eines Kindes aus der oberen Dienstklasse 3,89-mal so groß wie die eines Facharbeiterkindes und die Chance eines Kindes aus der unteren Dienstklasse ist 2,78-mal so groß.
Die Vermutung, dass dies an einem hohen Ausländeranteil in Westdeutschland und an einem vermeintlich „bildungferneren“ Hintergrund von Ausländern liege, wurde überprüft und konnte nicht bestätigt werden:

„Das wirklich überraschende Resultat der Analysen ist […] der […] deutlich zu erkennende Befund, dass die sekundären sozialen Ungleichheiten unter den 15-jährigen ohne Migrationshintergrund nicht geringer, sondern tendenziell größer als für die Gesamtkohorte ausfallen. Es kann also keine Rede davon sein, dass die Probleme der sozialen Verteilungsgerechtigkeit im engeren Sinne eine Nebenfolge der Zuwanderung sozial schwacher Bevölkerungskreise seien. […] ein ähnliches Resultat haben zum ersten mal Lehmann, Peek und Gänsefuß (1997) aus der Hamburger Untersuchung zur Lernausgangslage berichtet. Dies heißt, […], dass das Ost-West-Gefälle […] bei einer Betrachtung ausschließlich von Jugendlichen ohne Migrationshintergrund noch steiler ausfällt.“

Ausländerkinder haben es im Osten besser. Die Sozialpädagogin und Autorin Karin Weiss hat die mangelnde Integration von Ausländern gegenüber der Zeitschrift TAZ als ein „Westproblem“ bezeichnet. Im Osten dagegen seien Ausländer schulisch erfolgreich. So verlassen zum Beispiel in Brandenburg 44 % der Ausländerkinder die Schule mit dem Abitur. Weiss macht dafür flächendeckende Kindergärten und hohe Bildungsansprüche der Eltern verantwortlich. Weiss klagte vor allem das Medienbild an, wonach Zuwanderer lernunwillig und gewaltbereit seien. Dieses würde den Blick auf die wahren Talente verstellen.

### Geschlecht
In den 1990er Jahren veränderte sich in mehreren westlichen Industrieländern die Debatte über den Zusammenhang von Bildung und Geschlecht von einem auf die Benachteiligung von Mädchen fokussierten zu einem jungenfokussierten Diskurs. In Deutschland wird vor allem seit der Veröffentlichung der Ergebnisse der PISA-Studien, die einen deutlichen Leistungsvorsprung von Mädchen im Lesen und einen signifikanten Vorsprung von Jungen in Mathematik festgestellt haben, von einer „Jungenkrise“ gesprochen und Jungen werden als Bildungsverlierer dargestellt.
Der Spiegel Online berichtete 2007, dass Jungen bei den Noten benachteiligt würden, und gab an, sich auf Ergebnisse eines Berichts des Bundesministeriums zu beziehen. Der deutsche IGLU-Koordinator Wilfried Bos sagte, dass Jungen in den Fächern Deutsch und Sachkunde „leicht benachteiligt“ würden und dass dies auf „ein stärkeres Wohlverhalten oder eine größere Angepasstheit“ der Mädchen zurückzuführen sei. Im Focus schrieb Andrea Hennis 2009, dass Untersuchungen zufolge „der Mädchenbonus für angepassteres Verhalten, aktivere Mitarbeit und ‚selbstgesteuertes Lernen‘ bei gleichen Leistungen durchschnittlich eine Note“ betrage.
Eine Untersuchung von Maaz, Baeriswyl und Trautwein im Auftrag der Vodafone Stiftung Deutschland aus dem Jahr 2011 zeigte, dass Mädchen bessere oder gleich gute Schulnoten (2,67 gegenüber 2,58) erreichen, obwohl Jungen in Schulleistungstests leicht besser abschneiden. Daten der Untersuchung deuteten darauf hin, dass Mädchen gewissenhafter im Unterricht seien und zumindest ein Teil der besseren Benotung hierdurch erklärt werden könne, wobei die gewonnenen Daten auf Selbstzuschreibungen beruhen. Bei gleichen Leistungen in den Tests wurden Jungen strenger bewertet als Mädchen. Laut Brigitta von der Lehm von der Frankfurter Allgemeinen Zeitung hat der Aktionsrat Bildung beobachtet, Jungen müssten eine deutlich höhere Leistung erbringen, um den Übergang auf das Gymnasium zu schaffen. Der Soziologe Gerhard Amendt sieht als Ursache den weit überproportionalen Frauenanteil unter den Lehrkräften. Diese „Feminisierung in den Schulen“ führe zu einseitig frauenorientierter Themenauswahl in vielen Fächern und zwinge Jungen zu unnatürlichen Verhaltensanpassungen, da Lehrerinnen ihr Verhalten nicht verstehen könnten. Der Soziologe Marcel Helbig vom Wissenschaftszentrum Berlin ist nicht der Meinung, dass die Überzahl von Lehrerinnen daran schuld sei. Mädchen seien fleißiger, motivierter und disziplinierter, und empfiehlt Jungen, „ihr Lernverhalten dem der Mädchen angleichen, um in Notenspiegel und Abiturquote nachzuziehen“.
Niederbacher, Textor und Zimmermann (2009) wenden ein, dass ein Unterschied zwischen Schulnoten und Ergebnissen in standardisierten Schulleistungstests nicht als Beleg für eine Benachteiligung von Jungen gedeutet werden könne, weil Schulleistungstests wie z. B. die IGLU-Studie nicht alle Kompetenzen abfragen, die im Unterricht vermittelt werden und in die Notenvergabe einfließen. Wenn Mädchen in den von Schulleistungstests nicht erfassten Bereichen deutlich bessere Leistungen erbringen als Jungen, wäre eine bessere Benotung angemessen. Laut Valtin, Wagner und Schwippert (2006) kann die durchschnittlich bessere Benotung von Mädchen zumindest teilweise dadurch erklärt werden, dass Mädchen Hausaufgaben zuverlässiger erledigen und im Unterricht aktiver mitarbeiten. Hannover (2004) führt den durchschnittlich geringeren Schulerfolg von Jungen auch auf ihr Sozialverhalten zurück, so z. B. dass Jungen auf Frustrationen im Schulalltag häufiger mit unangepasstem Verhalten reagierten. Andere Erklärungen für die durchschnittlich bessere Benotung von Mädchen sind die höhere Motivation der Mädchen.
Eine Studie von Rieske im Auftrag der Gewerkschaft Erziehung und Wissenschaft kommt zum Schluss, dass Jungen nicht benachteiligt werden: „Jungen sind als Gruppe in deutschen Bildungsinstitutionen gegenüber Mädchen nicht benachteiligt. Von einer simplen Bildungsbenachteiligung einer Geschlechtergruppe kann angesichts der Komplexität sozialer Verhältnisse und der Mehrdimensionalität von Bildung nicht gesprochen werden.“ Allenfalls könne von einer Benachteiligung aufgrund ungünstiger Männlichkeitskonstruktionen gesprochen werden: „Jungen sind insofern benachteiligt, als dass bestimmte gesellschaftliche Männlichkeitskonstruktionen sie in Konflikt mit bestimmten Anforderungen von Bildungsinstitutionen bringen. Insbesondere eine Orientierung an der Idee männlicher Hegemonialität mit ihren Überlegenheitsansprüchen und Widerständigkeit gegen Anpassung, vermeintlich männlichen Begabungen und Ablehnung von Fleißarbeit, Selbstvertrauen und mangelnde Erkenntnis von Hilfebedürftigkeit scheint (einige) Jungen darin zu behindern, in Bildungsinstitutionen formale Abschlüsse zu erwerben.“
Budde (2008) und Phoenix und Frosh (2005) erklären die durchschnittliche schlechtere Benotung von Jungen ebenfalls damit, dass sich Jungen an dominanten Männlichkeitsidealen (hegemoniale Männlichkeit) orientieren und schulischen Erfolg als unmännlich abwerten.
Seitdem die Zahl der weiblichen Lehrkräfte in vielen westlichen Ländern gestiegen ist, werden in der Öffentlichkeit Bedenken gegen die sogenannte „Feminisierung“ des Schulsystems laut. Die Annahme, dass weibliches Lehrpersonal die Schulleistung von Jungen negativ beeinflusse, hat in mehreren Ländern zu Bemühungen geführt, den Anteil männlicher Lehrkräfte zu erhöhen. Empirische Untersuchungen anhand von Daten aus mehreren Ländern, darunter Deutschland, haben keinen Zusammenhang zwischen dem Geschlecht der Lehrkraft und den akademischen Leistungen von Jungen vorgefunden. Beispielsweise wurden in einer Untersuchung die 2006 und 2007 erhobenen Daten von über 146.000 Schülerinnen und Schülern aus 21 EU- und OECD-Staaten, darunter auch aus Deutschland, analysiert. Es wurde festgestellt, dass männliche Lehrkräfte im Vergleich zu weiblichem Lehrpersonal die Leistungen von Jungen nicht steigern. In einigen der untersuchten Länder wurde allerdings ein positiver Zusammenhang zwischen der Leistung von Mädchen und Lehrerinnen vorgefunden.

### Preußische Erziehungstradition
Historisch gesehen stammt das gegliederte Schulsystem aus der Zeit der Preußen und wurde trotz anderslautender Ansätze alliierter Behörden in der Bundesrepublik weitergeführt. Reformen in den 1950er bis 1970er Jahren zielten auf eine verbesserte Ausbildung sozial benachteiligter Schichten, zunehmend auch auf eine stärkere Beteiligung finanziell schlechtergestellter Kinder an höherer Bildung ab. Diese Maßnahmen hatten einige Erfolge vorzuweisen. Allerdings kam eine Studie des Erziehungswissenschaftlers Helmut Fend aus dem Jahr 2008 zur Wirksamkeit von Gesamtschulen zu dem Schluss, dass der Einfluss der Schulform auf den Bildungserfolg nur kurzzeitig anhalte und die größeren Bildungsressourcen privilegierter Familien langfristig einen größeren Effekt hätten als die Gleichbehandlung in Gesamtschulen. Eine deutschlandweite Untersuchung der Effekte der sozialen Herkunft auf die übergänge in die Sekundarstufe II zeigte jedoch, dass diese Effekte für Schüler integrierter Gesamtschulen deutlich geringer ausgeprägt sind als etwa für Realschüler.

## Bildungsbenachteiligungen in den jeweiligen Bildungssektoren
Um Bildungsleistungen und Bildungsbenachteiligungen im internationalen Kontext vergleichen zu können, hat die UNESCO das Klassifizierungssystem ISCED (International Standard Classification of Education) entwickelt, welches Bildungssysteme nach Bildungssektoren klassifiziert. Die im Folgenden aufgelisteten Studien beziehen sich auf unterschiedliche Klassifizierungen sozialer Herkünfte. Diese werden aus Gründen der Lesbarkeit nicht an dieser Stelle, sondern im Artikel Soziale Herkunft erläutert.

### Vorschulbereich: Kindergärten
Mit der OECD-Studie zur Bildung in der frühen Kindheit (Early Childhood Policy Review 2002–2004) zur Bildung im frühkindlichen Alter wird aufgezeigt, dass in Deutschland Eltern mit geringen finanziellen Mittel ihre Kinder kaum in Kindergärten schicken (können):

„Rund 80 % der Kinder im Alter von 3 bis 6 Jahren mit verheirateten Eltern und einem monatlichen Einkommen von mindestens 3800 € (7500 DM) besuchten 1999 einen Kindergarten. In der Einkommensgruppe zwischen rund 500 und 900 € (1000 und 1800 DM) besuchten nur 64 % dieser Gruppe einen Kindergarten.“

Die private von den Erziehungsberechtigten getragene Finanzierung ist für Kindergärten in Deutschland sehr hoch im Vergleich zu den OECD-Staaten (durchschnittlich 18,5 %). Sie ist von 1995 bis 2003 von 19 % auf 27,9 % gestiegen. Das bedeutet, dass in Deutschland die Eltern 27,9 % von dem, was der Kindergarten kostet, selbst bezahlen müssen. Im OECD-Durchschnitt sind es nur 18 %.

### Primarbereich: Grundbildung in der Grundschule und Übergang in die weiterführenden Schulen

#### Einschulung
Die Arbeiterwohlfahrt machte in einer AWO-Studie darauf aufmerksam, dass für die Entscheidung über die Einschulung auch die soziale Herkunft eine Rolle spielt:
| Einschulung von nicht-armen und armen Kindern mit 6 Jahren                                                                         | Einschulung von nicht-armen und armen Kindern mit 6 Jahren | Einschulung von nicht-armen und armen Kindern mit 6 Jahren |
| | nicht-arme Kinder                                          | arme Kinder                                                |
| --- | ---------------------------------------------------------- | ---------------------------------------------------------- |
| sozial unauffällig | 91 %                                                       | 78 %                                                       |
| sozial auffällig | 70 %                                                       | 53 %                                                       |
| Beate Hock, Gerda Holz, Werner Wüstendörfer: Frühe Folgen – langfristige Konsequenzen? Armut und Benachteiligung im Vorschulalter. |                                                            |                                                            |

„Während etwa neun von zehn (91 %) der sozial unauffälligen nicht-armen Kinder (regulär) mit etwa sechs Jahren eingeschult werden, sind es unter den sozial auffälligen nicht-armen Kindern nur sieben von zehn (70 %). Bei den armen Kindern sind es unter den sozial unauffälligen Kindern etwa acht von zehn (78 Prozent) und bei den sozial auffälligen Kindern nur etwa die Hälfte (53 Prozent), die regulär eingeschult werden.“

Nach TIMSS 2007 ist die „Kopplung“ zwischen dem Buchbesitz der Herkunftsfamilie und der Mathematik-Kompetenz nur in Ungarn höher als in Deutschland. Im naturwissenschaftlichen Bereich ist diese Kopplung in Deutschland am höchsten. Unterteilt man die Schüler und Schülerinnen der 4. Grundschulklassen in Kinder aus Haushalten mit mehr und mit weniger als 100 Büchern in der Familie, so beträgt der Unterschied in den mathematischen und naturwissenschaftlichen Kompetenzen ungefähr ein Schuljahr.
Die gleiche Studie zeigt im Vergleich von Grundschulkindern, deren Eltern in Deutschland und deren Eltern nicht in Deutschland geboren wurden, ebenfalls starke mathematische Kompetenzunterschiede, die in etwa bei einem Jahr Lernzuwachs liegen. Hierbei schneidet Deutschland im internationalen Vergleich wieder sehr schlecht ab. Klassische Einwanderungsländer wie USA, Neuseeland und Australien haben sehr viel geringere Kompetenzunterschiede zwischen Migrantenkindern und Kindern, deren Eltern dort geboren wurden. Noch stärker fällt dieser Wert in Deutschland im Bereich der Naturwissenschaften aus, wo der Unterschied in etwa anderthalb Jahre im Lernzuwachs ausmacht. Nur in Österreich sind die Kompetenzunterschiede zwischen Migrantenkindern und einheimischen Kindern noch größer.

#### Auswirkungen der Grundschulzeit
In ihrer Dissertation Bildungsbenachteiligung am Übergang Schule – Beruf. Theoretische Konzepte und Fallstudien aus Teilnehmendenperspektiven unter besonderer Berücksichtigung von „Geschlecht“ und „sozialer Herkunft“ weist Ilka Benner nach, dass bei Kindern mit einem Migrationshintergrund bereits in der Grundschulzeit wichtige Weichenstellungen für einen Mangel an Konkurrenzfähigkeit auf dem Arbeitsmarkt vorgenommen würden. Verantwortlich hierfür seien die Einstellungen und Verhaltensweisen von Lehrkräften und der Schulverwaltung, die großenteils blind für die Umstände seien, unter denen Schüler Leistungen (nicht) erbrächten und bestimmte Verhaltensweisen (nicht) zeigten, aber auch die Eltern der Kinder selbst, die oft von falschen Vorstellungen über das deutsche Schulwesen ausgingen. Insbesondere sei die freundliche Atmosphäre, in der schlechte Schulleistungen in der Grundschule oft bagatellisiert würden, im Hinblick auf die Nutzung von Bildungschancen kontraproduktiv.
Benner stellt zusammenfassend fest: „Die zentrale Funktion des Elternhauses für den gesamten Bildungsweg konnte in den Interviews dargestellt werden, vor allem in Bezug auf fehlende Unterstützungsmöglichkeiten. In vielen Fällen war das elterliche Unvermögen wesentlich für das Scheitern der Jugendlichen in der Schullaufbahn. Die nicht vorhandene Unterstützung bei den Hausaufgaben, die Unkenntnis bezüglich der weiterführenden Schulwahl, die fraglose Hinnahme von Entscheidungen bezüglich Querversetzungen sowie die sprachlichen Defizite bei Eltern mit Migrationshintergrund ziehen negative Konsequenzen für die Schullaufbahnen der Kinder nach sich.“ Die genannten Schwächen, die nicht als Schuldvorwürfe fehlinterpretiert werden sollen, müssten die Schulen gezielt kompensatorisch auszugleichen versuchen.

#### Übergang zur Sekundarstufe
Die Hamburger LAU-Studie, die IGLU-Studie, die PISA-Studie, die AWO-Studie, die Studie Ungleiche Bildungschancen: Welche Rolle spielen Underachievement und Persönlichkeitsstruktur? vom April 2009, sowie eine Simulation der PISA-Daten von 2007 weisen darauf hin, dass Kinder mit einer niedrigen sozialen Herkunft bei gleicher Kompetenz sehr viel seltener eine Gymnasialempfehlung erhalten als Kinder mit einer höheren sozialen Herkunft. Darüber hinaus konstatierte die LAU-Studie, dass Eltern aus „höheren Schichten“ dazu neigen würden, selbst dann ihre Kinder zu einer höheren Schule zu schicken, wenn die Lehrkräfte hiervon abrieten. Eltern aus „niedrigeren Schichten“ hingegen würden sich genau an die Empfehlung der Lehrkräfte halten. In der IGLU-2-Studie heißt es:
Eine ähnliche Benachteiligung gelte für Kinder aufgrund ihres Migrationshintergrundes nur in Baden-Württemberg.

„Untersucht man den Einfluss der Sozialschicht […] der Kinder auf ihre Schullaufbahnempfehlungen, so wird deutlich, dass selbst bei Kontrolle der kognitiven Grundfähigkeiten und der Lesekompetenz Kinder aus den beiden oberen Schichten eine 2,63-fach größere Chance haben, eine Gymnasialempfehlung zu erhalten als ein Kind aus einem Haushalt aus unteren Schichten […]. Die deutliche Benachteiligung der Kinder aus unteren Schichten zeichnet sich in allen hier aufgeführten Ländern der Bundesrepublik Deutschland ab. In Baden-Württemberg und Nordrhein-Westfalen ist der Grad der Benachteiligung größer als im Bundesmittel, in Hessen etwas geringer.“

Nach Berechnungen des Deutschen Kinderschutzbundes (DKSB) haben sich die Bildungschancen in armen Familien in den letzten Jahren verschlechtert. So koste – obwohl die Primarbildung kostenfrei sein soll – die Einschulung rund 300 Euro, hinzu kämen weitere Kosten im laufenden Schuljahr. Es bestehe jedoch nur noch in sechs Ländern eine Lehrmittelfreiheit. Die Geschäftsführerin des DKSB Berlin, Sabine Walther, fasst die Berechnungen zusammen:

„Eigentlich ist Bildung in Deutschland aufgrund der gesetzlichen Schulpflicht kostenlos – tatsächlich jedoch kommen mit der Einschulung ihrer Kinder erhebliche Kosten auf die Eltern zu. Nach unseren Berechnungen sind das durchschnittlich einmalige Kosten von ca. 300 € bei der Einschulung sowie weitere laufende Kosten für die Eltern während jedes Schuljahres und auch für jedes weitere Schuljahr. Die Einkommenssituation im Elternhaus steht somit im direkten Zusammenhang mit den Bildungschancen der Kinder.“

Die IGLU-Studie 2007 beanstandet, dass die Benachteiligung von Arbeiterkindern sich noch vergrößert habe:
| Gymnasialempfehlungen: Mindestpunktzahl (Lesekompetenz) für den Übergang zum Gymnasium nach Ansicht… (Werte von 2001 in Klammern) | Gymnasialempfehlungen: Mindestpunktzahl (Lesekompetenz) für den Übergang zum Gymnasium nach Ansicht… (Werte von 2001 in Klammern) | Gymnasialempfehlungen: Mindestpunktzahl (Lesekompetenz) für den Übergang zum Gymnasium nach Ansicht… (Werte von 2001 in Klammern) |
| | … der Lehrer der Kinder | … der Eltern der Kinder |
| --- | --- | --- |
| Kinder aus der oberen Dienstklasse                                                                                                | 537 (551) | 498 (530) |
| Kinder aus der unteren Dienstklasse                                                                                               | 569 (565) | 559 (558) |
| Kinder von Eltern aus dem Beruf Routinedienstleistungen                                                                           | 582 (590) | 578 (588) |
| Kinder von Selbständigen | 580 (591) | 556 (575) |
| Kinder von Facharbeitern und leitenden Angestellten                                                                               | 592 (603) | 583 (594) |
| Kinder von un- und angelernten Arbeitern und Landarbeitern                                                                        | 614 (601) | 606 (595) |
| Quelle: IGLU 2006 | | |

Lesehilfe für die Tabelle: Kinder aus der obersten Dienstleistungklasse, die eine Gymnasialempfehlung der Lehrer erhielten, erzielten in einem unabhängigen Test zur Lesekompetenz im Schnitt 537 Punkte.
Das Ergebnis der IGLU-Studie 2007 bezüglich der Gymnasialempfehlung verweist auf soziale Ungerechtigkeiten:
- Lehrer empfehlen Kinder aus der oberen Dienstklasse bereits mit 537 Punkten zum Gymnasium; Kinder un- und angelernter Arbeiter müssen hierfür aber 614 Punkte erreichen.
- Eltern aus der Oberschicht sehen ihre Kinder bereits gymnasialtauglich, wenn sie nur 498 Punkte erreichen; Arbeiter möchten ihre Kinder erst dann aufs Gymnasium schicken, wenn sie 606 Punkte erreichen.
- Entgegen einem weit verbreiteten Vorurteil sind es nicht in erster Linie Arbeiter, die ihre Kinder nicht aufs Gymnasium schicken möchten (bereits bei 606 Punkten), sondern die Grundschul-Lehrer verhindern eine gerechte Schullaufbahn der Arbeiterkinder (Gymnasialempfehlung erst ab 614 Punkten).
- Während bei allen Kindern die erforderliche Punktzahl für eine Gymnasialempfehlung gesunken ist, stieg sie bei Kindern aus der untersten Schicht. Dabei ist zu beachten, dass die Hürde für einen Gymnasialübergang von Lehrern gegenüber Kindern aus der Unterschicht stärker angestiegen ist als bei den Eltern der Kinder. Dramatisch gesunken ist die Hürde für Kinder aus der höchsten Herkunftsgruppe, sowohl bei den Lehrern, aber noch viel stärker bei den Eltern.
- Eltern der oberen Dienstklasse setzen sich gegenüber Lehrern besser durch als Arbeiter, wenn sie ihre Kinder aufs Gymnasium schicken wollen.

Während also Kinder aus der obersten Dienstleistungklasse für den Wechsel zum Gymnasium lediglich die Kompetenzstufe III („Relevante Einzelheiten im Text auffinden und miteinander in Beziehung setzen“) erreichen müssen, benötigen Kinder aus der untersten Schicht die höchste Kompetenzstufe (Kompetenzstufe V: „Abstrahieren, Verallgemeinern und Präferenz begründen“) für dieselbe Gymnasialempfehlung.
Die IGLU-Studie von 2016 ergab, dass die Schulformempfehlung der Lehrkräfte aufgrund der sozialen Herkunft statt auf Leistung, also die ungerechte Schulformempfehlung, kontinuierlich zunimmt. Kinder aus den sogenannten unteren Herkunftsklassen („Working Class“) erhalten laut IGLU-Studie bei gleicher Lese- und gleicher kognitiver Kompetenz immer seltener von Lehrkräften eine Gymnasialempfehlung. 2016 war bei gleichen Kompetenzen die Wahrscheinlichkeit für Kinder aus den „oberen“ Dienstleistungsklassen gegenüber Kinder aus der „Working Class“ 3,37mal so groß, eine Gymnasialempfehlung zu erhalten. Das heißt, bei gleichen Kompetenzen werden Kinder laut IGLU-Studie mit „niedrigerer“ Herkunft zunehmend benachteiligt.
| | Modell 1 | Modell 2 | Modell 3 |
| --- | -------- | -------- | -------- |
| 2001 | 4,18     | 3.49     | 2.63     |
| 2006 | 4.06     | 3.40     | 2.72     |
| 2011 | 4.48     | 4.07     | 3.14     |
| 2016 | 5.13     | 4.76     | 3.37     |
| Erklärung der Modelle: Modell I: Ohne Kontrolle von Kovariaten. Modell II: Kontrolle der kognitiven Fähigkeiten. Modell III: Kontrolle der kognitiven Fähigkeiten und der Lesekompetenz (internationale Skalierung). |          |          |          |

→ Siehe auch Lehrerempfehlung
Die Schüler in Deutschland verteilen sich nicht gleichmäßig auf die Schulformen. Nur die Gesamt- und Realschulen haben Schüler, die im gleichen Verhältnis aus allen Schichten kommen. In den Hauptschulen hingegen kommen 45 % der Schüler aus der untersten Schicht. In den Gymnasien stammen 50 % der Schüler aus der obersten Schicht. Weniger als 20 % der Schüler des Gymnasiums gehören den untersten beiden Schichten an. Davon 5,6 % der untersten Schicht.
In Deutschland ist das Verhältnis zwischen Schüler und Lehrer, d. h. der Betreuungsschlüssel, sehr viel geringer als der im OECD Durchschnitt. In Deutschland betreuen Lehrer im Durchschnitt zwei Kinder mehr pro Schulklasse als im OECD Durchschnitt. Es wird zu wenig in die Bildung investiert, sodass es zu weniger Unterrichtszeit, größeren Schulklassen und zu geringeren Sachaufwendungen kommt.
Armut hat einen Einfluss auf die Bildungschancen. Eine Langzeituntersuchung des Frankfurter Institut für Sozialarbeit und Sozialpädagogik (ISS) im Auftrag der AWO ergab, dass arme Kinder besonders wenig Chancen im deutschen Schulsystem haben. Von hundert Kindern, die bereits während ihrer Kindergartenzeit als arm galten, schafften nach der Grundschule nur vier den Sprung auf das Gymnasium.
Laut dieser Untersuchung wiederholen dreieinhalbmal so viele arme Kinder wie nicht-arme Kinder bereits in der Grundschule eine Klasse.
Nicht ganz so extrem sieht es in einer Untersuchung von Becker und Nietfeld (1999) aus:
Sie beschäftigten sich mit den Kindern arbeitsloser Eltern in Dresden. Sie zeigten, dass Armut und Arbeitslosigkeit der Eltern mit schlechteren Bildungschancen der Kinder einhergehen. Allerdings lassen sich andere Dinge finden, die die Bildungschancen mitbeeinflussen. Eine Berücksichtigung dieser Dinge zeigt, dass der Einfluss von Armut und Arbeitslosigkeit kleiner ist, als eine oberflächliche Betrachtung nahelegen würde. Weitaus wichtiger ist das kulturelle Kapital. Damit ist zum Beispiel Bildung gemeint. Insbesondere bildungsferne Schichten neigen zu risikoaversen Bildungsentscheidungen, das heißt, sie wählen im Zweifelsfall eher niedrigere Bildungsentscheidungen. Arme Familien können oft nicht am kulturellen Leben teilnehmen, da Theaterbesuche, Opernbesuche und Musikunterricht für die Kinder zu teuer sind. Auch Kunstgegenstände oder Bücher werden selten gekauft. Es gibt eine kulturelle Diskrepanz zwischen Familie und Schule. Die betroffenen Kinder sind mangelhaft auf die Leistungsanforderungen der Schule vorbereitet, ihre Lernmotivation und Sozialkompetenzen sind defizitär. Allerdings haben Armut und Arbeitslosigkeit fast nur bei wenig gebildeten Eltern negative Konsequenzen. Gebildetere Eltern sind offensichtlich besser in der Lage, die damit einhergehenden Probleme zu kompensieren.
Folgende Tabelle stammt aus „Arbeitslosigkeit und Bildungschancen von Kindern im Transformationsprozess“ von Becker und Nietfeld:
| Bildung des Haushaltsvorstandes | Kind besucht Hauptschule | Kind besucht Realschule | Kind besucht Gymnasium |
| ------------------------------- | ------------------------ | ----------------------- | ---------------------- |
| Hauptschulniveau                | 30,4 %                   | 39,1 %                  | 30,4 %                 |
| Realschulniveau                 | 23,7 %                   | 43,3 %                  | 33,0 %                 |
| Gymnasialniveau                 | 8,4 %                    | 30,1 %                  | 61,4 %                 |

Anmerkung: Wie im Osten üblich, hatten fast alle Eltern eine berufliche Ausbildung. Deswegen wurde nur der Schulabschluss berücksichtigt. Als Hauptschulniveau galt POS bis zur 8. Klasse, als Realschulniveau POS bis zur zehnten Klasse, als Gymnasialniveau Abschluss der EOS.
Bei der IGLU-Studie wurde auch die soziale Herkunft leistungsschwacher Schüler erforscht. Als leistungsschwach galt bei der IGLU-Studie ein Schüler, der nicht in der Lage war, kurze Sätze sinnvoll zu verstehen. Dies traf auf 10,3 % der Kinder in der vierten Klasse zu.
Insgesamt waren es nur 3 % der Akademikerkinder, aber 20 % der Kinder ungelernter Arbeiter, auf die dies zutraf.
Psychologen der PH Heidelberg analysierten 84 Schulklassen und stellten fest: Der schlechteste Schüler einer Klasse kann besser sein als der beste Schüler einer anderen Klasse. Noten sind außerhalb einer Klasse nicht vergleichbar. Schüler mit gleichen Leistungen landeten darum in verschiedenen Schultypen. Das derzeitige Schulsystem lasse sich auf Grundlage dieser Forschung nicht mehr legitimieren. Der Tagesspiegel vermutet, dass dabei die soziale Herkunft eine große Rolle spielt.

##### Underachievement
Dem Zusammenhang von „Underachievement“ (geringerem (Schul-)Erfolg als angesichts der kognitiven Grundfähigkeiten zu erwarten wäre), sozialer Herkunft und Persönlichkeitsmerkmalen gingen Johannes Uhlig, Heike Solga, Jürgen Schupp in ihrer Studie „Ungleiche Bildungschancen: Welche Rolle spielen Underachievement und Persönlichkeitsstruktur?“ vom April 2009 am Wissenschaftszentrum Berlin für Sozialforschung nach. Sie konnten zeigen,

„dass Kinder aus Familien, in denen kein Elternteil über ein abgeschlossenes Hochschulstudium verfügt, ein höheres Risiko eines Underachievement haben. Beim Zugang zu adäquater schulischer Bildung in Deutschland finden sich damit bedeutende soziale Ungleichheiten – und dies auch dann, wenn Kinder unterschiedlicher Herkunft vergleichbare Niveaus hinsichtlich ihrer kognitiven Lernpotenziale besitzen.“

Dies widerspreche der Forderung von Chancengleichheit. Zudem konnten sie nachweisen, dass Persönlichkeitsmerkmale wie Fleiß, Offenheit und Kooperation bei Nicht-Akademikerkindern keine Auswirkungen auf die Frage haben, zu welcher Schulform sie zugelassen werden:

„Es sind daher eher sekundäre Herkunftseffekte, die zu einem Underachievement führen. Vor allem die Entscheidungen von Lehrer/innen und Eltern und weniger die Leistungs- bzw. Notenunterschiede zwischen Kindern unterschiedlicher Schichtzugehörigkeit legen nach der Grundschule ihren weiteren Bildungsweg fest.“

Hiermit schränken sie die These von Becker/Nietfeld (1999, s. o.) und Bourdieus Habitus-Theorie ein, der zufolge die Soziale Herkunft die Persönlichkeit forme und die Schüler mit dem „falschen Habitus“ diskriminiert würden. Ihre Studie legt nahe, dass sie direkt aufgrund ihrer Sozialen Herkunft von den Lehrkräften benachteiligt werden. In ihrer Empfehlung auf Grundlage dieser Studie sprachen sich die Wissenschaftler daher dafür aus, „‚Entscheidungen‘ über unterschiedliche Bildungswege und ungleiche Lernmilieus möglichst spät in der Bildungsbiografie erfolgen zu lassen“.

### Sekundarbereich I: Grundbildung mit Fachlehrer
Die TIMS-Studie, DESI-Studie und die PISA-Studien stellten für die Sekundarstufe I fest, dass sich die mathematischen und die literarischen Kompetenzen zwischen Hauptschülern, Realschülern und Gymnasiasten zu einem großen Prozentsatz überschneiden. Hieraus schloss die UNICEF-Studie Disadvantages In Rich Nations, dass die Kinder in Deutschland zu früh und falsch sortiert würden. Die Studie fasste die Situation in Deutschland unter dem Titel: Germany: Children Sorted For A Life (Deutschland: Kinder für ihr ganzes Leben einsortiert) zusammen, um zu verdeutlichen, dass diese frühe Einsortierung kaum rückgängig zu machen sei.
| Leistungspunkte in Mathematik der 15-jährigen Schüler                                                                                      | Leistungspunkte in Mathematik der 15-jährigen Schüler | Leistungspunkte in Mathematik der 15-jährigen Schüler | Leistungspunkte in Mathematik der 15-jährigen Schüler |
| | Schüler mit Migrationshintergrund                     | Schüler mit Migrationshintergrund                     | Schüler ohne Migrationshintergrund                    |
| | Schüler der ersten Generation*                        | Schüler der zweiten Generation**                      |                                                       |
| --- | ----------------------------------------------------- | ----------------------------------------------------- | ----------------------------------------------------- |
| Deutschland | 454                                                   | 432                                                   | 525                                                   |
| OECD-Durchschnitt | 475                                                   | 483                                                   | 523                                                   |
| *im Ausland geboren, ausländische Eltern – **im Erhebungsland geboren, ausländische Eltern                                                 |                                                       |                                                       |                                                       |
| Wo haben Schüler mit Migrationshintergrund die größten Erfolgschancen: Eine vergleichende Analyse von Leistung und Engagement in PISA 2003 |                                                       |                                                       |                                                       |

Die PISA-Sonderstudie zu Erfolgschancen von Migrantenkindern kritisiert das deutsche Bildungssystem. Migrantenkinder der zweiten Generation, also Schüler, die in Deutschland geboren sind, aber ausländische Eltern haben, erbringen noch schlechtere Leistungen als Migrantenkinder der ersten Generation. 40 % von ihnen erreichen nicht die Kompetenzstufe 2. Auch in Dänemark und Neuseeland schneiden Migrantenkinder der zweiten Generation schlechter ab als die der ersten Generation – allerdings nicht in einem derartigen Umfang wie in Deutschland. Die Bildungsforscherin Mechthild Gomolla spricht hier von Institutionalisierter Diskriminierung.
Die „Muttersprachenkompetenz“ ist beispielsweise für diese Schüler eine wichtige Voraussetzung. So heißt es in einer Erklärung der Kultusministerkonferenz von 1996: „Für zweisprachige Schülerinnen und Schüler trägt die Muttersprachenkompetenz in erheblichem Maße zur Identitäts- und Persönlichkeitsentwicklung bei.“ Ein Defizit stellt oft der fehlende Muttersprachlicher Unterricht an Schulen dar. Das zeigen Untersuchungen z. B. zum Kurdisch-Unterricht an deutschen Schulen, wie die von Sabine Skubsch. Skubsch stellt fest: „Wenn die Kinder nicht Kurdisch lesen und schreiben lernen, bleiben sie in ihrer Muttersprache auf einem niedrigen Stand. Ihnen fehlen häufig Wörter, um ihre Gedanken und Gefühle ausdrücken zu können, und das beeinflusst auch ihre deutschen Sprachkenntnisse und das Denken insgesamt negativ.“

#### Hauptschulen
Trautwein, Baumert und Maaz identifizierten drei Formen von Hauptschulen.
1. Die Modalform der Hauptschule: das sind Hauptschulen mit mittlerem Leistungsniveau. Hierzu gehören 45 Prozent der Hauptschulen in Deutschland.
2. Problemschulen: das sind Hauptschulen mit niedrigem Leistungsniveau. Rund die Hälfte der Schüler hat mindestens eine Klasse wiederholt. 50 Prozent stammen aus Migrantenfamilien, in denen zu Hause nicht Deutsch gesprochen wird. 40 Prozent der Eltern verfügen über keine abgeschlossene Berufsausbildung. Fast ein Drittel der Familien sind von Arbeitslosigkeit betroffen. 16 % aller Hauptschulen sind Problemschulen. Die Schulen befinden sich vor allem in Stadtstaaten (Hamburg, Bremen und Berlin), in Hessen und Nordrhein-Westfalen.
3. Leistungsstarke Hauptschulen: Die Schüler auf diesen Schulen sind so leistungsfähig wie Realschüler. Diese findet man in nennenswertem Umfang nur in Baden-Württemberg, Bayern und Rheinland-Pfalz.

Zu berücksichtigen ist im Hinblick auf die Häufigkeit des Vorkommens von Hauptschultypen, dass in Ländern mit einem zweigliedrigen Schulsystem keine Hauptschulen existieren (die von Realschulen abgegrenzt werden könnten) und dass in vielen Ländern, in denen es (noch) Hauptschulen gibt, diese an vielen Standorten mangels Nachfrage geschlossen oder in Schulen des Typs Oberschule (landesspezifisch auch anders bezeichnet) überführt wurden.
Einer Studie des Max-Planck-Instituts für Bildungsforschung zufolge ist an 16 Prozent der Hauptschulen strukturell kein Unterricht mehr möglich. Diese Schulen werden als „kritische Schulmilieus“ bezeichnet, die die Schüler „strukturell benachteiligen“. In den Hauptschulen komme es zu einer Konzentration von sogenannten „Schulversagern“ (50 %), Migrantenkindern (50 %), Gewalt gewohnten Schülern (40 %) und Kindern von ungelernten (40 %) und arbeitslosen Eltern (30 %), wobei ein Schüler zu mehreren Gruppen gehören kann. In einigen Großstädten tauchen kritische Schulmilieus häufiger auf. So finde in den Hauptschulen in Bremen (95 %), Hamburg (70 %) und Berlin (60 %) strukturell kein Unterricht mehr statt.

#### Kompetenzerwerb an den verschiedenen Schulformen
Für alle Schulformen gilt, dass Akademikerkinder dort mehr Kompetenzen erwerben als Arbeiterkinder. Besonders groß sind die Unterschiede im Fach Mathematik. So haben Hauptschüler aus der obersten Schicht einen Vorsprung von 50 Kompetenzpunkten vor Hauptschülern aus der untersten Schicht. Dies entspricht dem Wissenszuwachs von mehr als einem Schuljahr. An den Realschulen haben Schüler aus der obersten Schicht 44 Punkte Vorsprung und an den Gymnasien 24 Punkte. Besonders groß sind die Unterschiede an der Gesamtschule. Hier haben Schüler aus der untersten Schicht 77 Kompetenzpunkte weniger in Mathematik, als Schüler der höchsten Schicht. Hierbei muss jedoch bedacht werden, dass die Gesamtschule die einzige Schule ist, die Kinder aller Kompetenzstufen aufnimmt. So handelt es sich bei den großen Unterschieden bei Schülern der Gesamtschule wahrscheinlich um ein statistisches Artefakt.
| Kompetenzerwerb an verschiedenen Schulformen (gemessen in „Kompetenzpunkten“)                                  | Kompetenzerwerb an verschiedenen Schulformen (gemessen in „Kompetenzpunkten“) | Kompetenzerwerb an verschiedenen Schulformen (gemessen in „Kompetenzpunkten“) | Kompetenzerwerb an verschiedenen Schulformen (gemessen in „Kompetenzpunkten“) | Kompetenzerwerb an verschiedenen Schulformen (gemessen in „Kompetenzpunkten“) |
| Schulform | Sehr „niedrige“ soziale Herkunft                                              | „Niedrige“ soziale Herkunft                                                   | „Hohe“ soziale Herkunft                                                       | Sehr „hohe“ soziale Herkunft                                                  |
| --- | ----------------------------------------------------------------------------- | ----------------------------------------------------------------------------- | ----------------------------------------------------------------------------- | ----------------------------------------------------------------------------- |
| Hauptschule | 400                                                                           | 429                                                                           | 436                                                                           | 450                                                                           |
| Intergr. Gesamtschule                                                                                          | 438                                                                           | 469                                                                           | 489                                                                           | 515                                                                           |
| Realschule | 482                                                                           | 504                                                                           | 528                                                                           | 526                                                                           |
| Gymnasium | 578                                                                           | 581                                                                           | 587                                                                           | 602                                                                           |
| PISA 2003 – Der Bildungsstand der Jugendlichen in Deutschland – Ergebnisse des 2. internationalen Vergleiches. |                                                                               |                                                                               |                                                                               |                                                                               |

Um sich aktiv am Leben in der Industriegesellschaft beteiligen zu können, muss man mindestens das Kompetenzniveau 2 in Mathematik haben. Das bedeutet, dass die Schüler in der Lage sein sollten, Informationen aus einer einfachen, in Standardform gehaltenen Tabelle oder aus einem Graphen zu entnehmen und einfache Rechnungen zu vollziehen, die sich auf Beziehungen zwischen zwei vertrauten Variablen beziehen (Stufe 1). Ferner sollten sie in der Lage sein, einfache Formeln und Algorithmen zu handhaben und einen gegebenen Text mit einer Darstellungsform (Graph, Tabelle, Formel) zu verbinden (Stufe 2)
Jugendliche, die das nicht können, werden als Risikogruppe bezeichnet. In Deutschland trifft das auf 27,1 % der Jugendlichen zu.
Folgende Jugendliche tragen ein besonders großes Risiko der Gruppe leistungsschwacher Schüler anzugehören:
- Jugendliche mit Eltern mit geringqualifizierten Jobs (1 zu 2,38)
- Jugendliche, deren Eltern höchstens die mittlere Reife oder eine abgeschlossene Lehre haben (1 zu 3,19)
- Jugendliche, deren Väter nicht in Vollzeit erwerbstätig sind (1 zu 1,83)
- Jugendliche, in deren Familien es wenig kulturelle Besitztümer gibt (1 zu 1,26)[p 6]

#### Soziale Selektion durch Nachhilfe?
Einer Studie des Forschungsinstituts für Bildungs- und Sozialökonomie in Berlin zufolge gäben 30 % der Nachhilfeschüler pro Jahr 1300 Euro für professionelle Nachhilfe aus. Nachhilfe durch Studenten und Schüler verbessere die Bewertung des Schülers im Schnitt um eine Note, professionelle Nachhilfe um 1,3 bis 1,4. Zudem scheinen Kinder, die Nachhilfe erhalten, vor allem Eltern aus höheren Bildungs- und Einkommensschichten zu haben. Dieter Dohmen, der Leiter des Fibs erklärt: „Trifft das zu, heißt das: Nachhilfe verschärft die soziale Selektion.“

### „Übergangssystem“
In ihrer 2017 veröffentlichten Dissertation Bildungsbenachteiligung am Übergang Schule – Beruf. Theoretische Konzepte und Fallstudien aus Teilnehmendenperspektiven unter besonderer Berücksichtigung von „Geschlecht“ und „sozialer Herkunft“ befasst sich Ilka Benner mit der Situation von Jugendlichen, denen es nicht gelingt, nach dem Abschluss der Sekundarstufe I sofort eine Berufsausbildung zu beginnen oder diese erfolgreich abzuschließen bzw. eine feste Stelle auf dem Ersten Arbeitsmarkt zu finden.
Der „Arbeitsgruppe Bildungsberichterstattung“ zufolge „ist das Übergangssystem dadurch definiert, dass seine (Aus-)Bildungsangebote unterhalb einer qualifizierenden Berufsausbildung liegen bzw. zu keinem anerkannten Ausbildungsabschluss führen, sondern auf eine Verbesserung der individuellen Kompetenzen von Jugendlichen zur Aufnahme einer Ausbildung oder Beschäftigung zielen und zum Teil das Nachholen eines allgemein bildenden Schulabschlusses ermöglichen.“
Der Begriff „Übergangssystem“ droht insofern zum Euphemismus zu werden, als in Deutschland bereits Ende der 2000er Jahre nur 31 Prozent der Betriebe mit Ausbildungsberechtigung in Deutschland tatsächlich jungen Menschen eine Berufsausbildung im dualen System zuteilwerden ließen. Das duale System habe sich Dobischat/Münk zufolge „nach unten abgeschottet“, indem es „Jugendliche ohne Ausbildungsreife“ nicht zu integrieren bereit sei. Nur teilweise gelinge es dem „Übergangssystem“, nachholend die geforderte „Ausbildungsreife“ herzustellen. Von 2011 bis 2016 hat sich der Anteil der Unternehmen in Deutschland, die sich an der Berufsausbildung beteiligen, von 25 auf 20 Prozent verringert.
Im Anschluss an Ruth Enggruber und Joachim Gerd Ulrich unterscheidet Benner sechs Gruppen von „benachteiligten jungen Menschen“:
1. junge Menschen ohne Aussicht auf einen Hauptschulabschluss;
2. junge Menschen ohne Ausbildungsplatz, die in schulische oder außerschulische Maßnahmen der Berufsvorbereitung aufgenommen werden;
3. in ungelernten Jobs oder Arbeitsverhältnissen zur Existenzsicherung Arbeitende;
4. Teilnehmer an einer außerbetrieblichen Berufsausbildung bzw. einer Berufsausbildung mit Unterstützung ausbildungsbegleitender Hilfen;
5. junge Menschen, die einen Ausbildungsvertrag vorzeitig gelöst haben;
6. junge Menschen, deren Übergang an der „zweiten Schwelle“ (d. h. nach dem Verlassen der Sekundarstufe I) gescheitert ist.

Als Ursachen der Benachteiligung der genannten Gruppen führt Ruth Enggruber an:
1. Die Benachteiligung von Jugendlichen durch die Lage auf dem Arbeitsmarkt;
2. Schulische Überforderung und Leistungsmisserfolg;
3. Außerschulische Überforderung und Lebensprobleme;
4. Sinn- und Identitätssuche „problematischer“ Jugendlicher;
5. Multiproblematische Herkunftsfamilien mit Gewalterfahrungen;
6. Protest- und Autonomiebeweise;
7. Migrationshintergrund.[67]

Aus ihrer Analyse leitet Ilka Benner drei Arten von Unterstützungsbedarfen im Übergangsbereich ab: „Jugendliche mit aufbauendem Unterstützungsbedarf zeichnen sich durch einen niedrigen Schulabschluss aus, verfügen nicht über eine stabile berufliche Orientierung oder konkrete Zukunftsplanung, lassen sich eher einem passiven-resignativen Habitus zuordnen, verfügen über multiple Scheiternserfahrungen, die sie persönlich etikettieren und sind nicht instrinsisch motiviert, was sich durch mangelnde Eigeninitiative oder häufige Praktikumsabbrüche darstellen lässt. Für das pädagogische Personal der BvB [= der Berufsvorbereitenden Bildungsmaßnahme] ergibt sich im Kontakt mit diesen Jugendlichen die Anforderung, stark personalisiert auf die Bedürfnisse dieser Jugendlichen einzugehen. Wesentlich im Umgang mit ihnen sind eine zugewandte, offene Haltung, eine motivierende bis hin zur fordernden Einstellung sowie die Eröffnung der Möglichkeit, einen Schulabschlusses im Rahmen der BvB zu absolvieren.“

### Sekundarbereich II: Gymnasiale Oberstufe in allgemeinbildenden Schulen

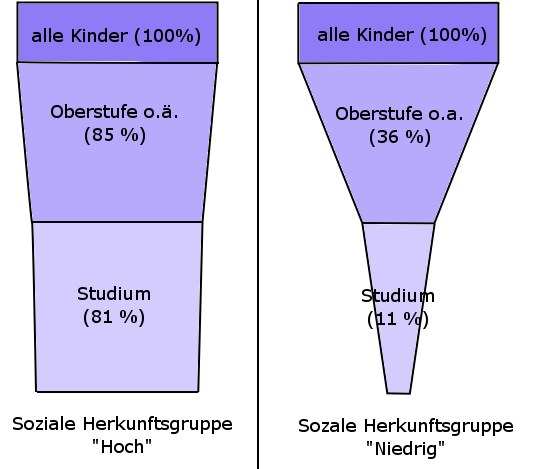
Die Bildungstrichter: Schüler mit niedriger Herkunft werden an jeder Schwelle stärker ausgesiebt

Die DSW-Sozialerhebung des Deutschen Studentenwerkes konstatierte Anfang des 21. Jahrhunderts einen herkunftsspezifisch unterschiedlichen Verlauf der Bildungstrichter (siehe Abbildung). Während von 100 Kindern der höchsten Herkunftsgruppe, die eingeschult wurden, ca. 85 % eine gymnasiale Oberstufe erreichten und von diesen dann 95 %, also 81 Kinder, ein Studium aufnahmen, erreichten von 100 Kindern der niedrigsten sozialen Herkunftsgruppe nur 36 % die gymnasiale Oberstufe, und von diesen nahmen dann wiederum nur 31 %, also 11 Kinder, ein Studium auf.
Nach einer Studie des Deutschen Instituts für Wirtschaftsforschung (DIW) zeige sich, dass nicht nur der Zugang, sondern auch das vorzeitige ‚Aus‘ auf dem Gymnasium durch soziale Auslese geprägt sei. Verfolge man die Wege der Kinder, die nach der Grundschule auf das Gymnasium wechseln, dann zeige sich, dass innerhalb von 6 Jahren 35 % der Kinder mit niedriger sozialer Herkunft die Ausbildung abbrechen. Habe mindestens ein Elternteil das Abitur, liege die Quote nur bei 20 %.
Die Arbeitsgruppe Hochschulforschung der Universität Konstanz stellte in einer Langzeitstudie dar, dass Schüler mit einer niedrigen sozialen Herkunft selbst dann nur zu 51 % ein Studium aufnehmen, wenn sie eine Durchschnittsnote zwischen 1 und 2 im Abiturzeugnis haben. Je höher die soziale Herkunft sei, desto eher seien Schüler bereit, auch bei einem schlechten Abiturzeugnis ein Studium aufzunehmen. So würden Schüler der höchsten Herkunftsgruppe, die eine Durchschnittsnote zwischen 2 und 3 erhielten, zu 54 % ein Studium aufnehmen.

### Sekundarbereich II: Berufsbildende Schulen, Bildung im Dualen System
| Jahr | Jugendliche mit Migrationshintergrund | weibliche Jugendliche mit Migrationshintergrund | deutsche Jugendliche |
| ---- | ------------------------------------- | ----------------------------------------------- | -------------------- |
| 1995 | 44 %                                  | 34 %                                            | 70 %                 |
| 2000 | 40 %                                  | 35 %                                            | 66 %                 |

Vor allem Jugendliche aus Familien mit Migrationshintergrund sind in der Berufsausbildung benachteiligt. So sank die Quote der Jugendlichen mit Migrationshintergrund, die eine Berufsausbildung erhalten, von 1995 bis 2000 von 44 % auf 40 %, im Vergleich zur Berufsausbildung von 66 % der Jugendlichen mit deutschen Eltern. Noch schlechter ist die Situation für weibliche migrantische Jugendliche, von denen seit 10 Jahren unverändert nur ca. 35 % eine Erstausbildung erhalten.
Die Shell-Jugendstudie 2006 stellt fest:

„Jugendliche aus der Unterschicht […] finden sich häufiger an Hauptschulen und Sonderschulen. Dabei erzielen sie auch im anschließenden beruflichen Ausbildungsweg nicht die Resultate, die ihrem möglichen Potenzial entsprechen.“

### Tertiärbereich A/B: Hochschulen und Fachhochschulen / Fachschulen und Schulen des Gesundheitswesens
Noch immer ist die Zahl von Studierenden in der Bundesrepublik Deutschland sehr niedrig. Die Hochschulzugangsberechtigung lag 2004 in Deutschland bei nur 38,8 % (im OECD-Durchschnitt fast doppelt so hoch, bei 67,7 %). Auch die Tendenz ist laut einer OECD-Studie besorgniserregend, so stieg in Deutschland zwischen 1995 und 2003 die Studierendenquote nur um 8 %, während sie im selben Zeitraum im Schnitt der OECD-Länder um 49 % stieg.
Nach dem OECD-Bericht von 2007 streben im OECD-Durchschnitt 57 % der 15-Jährigen ein späteres Hochschulstudium an. Dieser Prozentsatz variiert allerdings zwischen einem hohen Wert von 95 % der Schülerinnen und Schüler in Korea und nur 21 % in Deutschland.
Der Wissenschaftsrat beklagt, dass die Studierneigung der Abiturienten rückläufig sei. So wollten 2002 noch 73 % der Abiturienten studieren, 2006 waren dies nur noch 68 %.
Finanzielle Aspekte schrecken Studienberechtigte aus nicht-akademischen Elternhäusern häufiger ab als Studienberechtigte aus akademischen Elternhäusern. So ergab eine Studie des Hochschul-Informations-Systems über Studienberechtigte im Jahr 2005, dass
- 20 % (14 % akademische Herkunft) die finanziellen Voraussetzungen für ein Hochschulstudium fehlen,
- 11 % (6 % akademische Herkunft) nicht bereit sind, sich wegen des Darlehensanteils des BAföG zu verschulden und
- 27 % (18 % akademische Herkunft) kein Studium aufnehmen, weil die zu dem Zeitpunkt mögliche Einführung allgemeiner Studiengebühren für sie nicht finanzierbar gewesen wäre (bei Studierenden aus den Neuen Bundesländern und weiblichen Studierenden liegt dieser Anteil höher).

Der Hauptgrund nicht zu studieren bestand darin, möglichst schnell eigenes Geld zu verdienen, allerdings muss auch hier nach sozialer Herkunft differenziert werden:

„Während bei Studienberechtigten mit akademischem Bildungshintergrund häufiger der bewusste Entschluss für einen nicht-akademischen Beruf (36 % vs. 29 % der Nicht-Akademiker […]) bzw. die zu lange Dauer eines Hochschulstudiums (36 % vs. 28 %) im Vordergrund der Entscheidung gegen ein Studium stehen, benennen Befragte ohne akademischen Bildungshintergrund überdurchschnittlich häufig finanzielle Hinderungsgründe.“

Dabei muss aber beachtet werden, dass bei den 14 möglichen Antworten Mehrfachantworten erlaubt waren.
Auch eine weitere von der Bildungsministerin Annette Schavan (CDU) in Auftrag gegebene, dann aber im Vorfeld des Dresdner Bildungsgipfels im Oktober 2008 vorerst nicht veröffentlichte Studie des Hochschulinformation-Systems (HIS), bestätigte den abschreckenden Charakter der Studiengebühren insbesondere für Frauen und für Abiturienten von bildungsfernen Eltern. Im Jahre 2006 hätten sich demnach 18.000 Abiturienten und Abiturientinnen durch die Studiengebühren von einem Studium abschrecken lassen. In einer dpa-Meldung hieß es hierzu:

„Insbesondere Frauen und junge Menschen aus bildungsfernen Elternhäusern verzichten der Untersuchung zufolge wegen der Gebühren häufiger auf das Studium. Dagegen lassen sich Kinder aus Akademikerfamilien ‚deutlich seltener in ihrer Hochschulwahl beeinflussen‘, stellt das Hochschul-Informations-System (HIS) in der Studie fest. Die Gebührendebatte habe unter Abiturienten und jungen Menschen mit Fachhochschulreife zu ‚erheblicher Verunsicherung‘ beigetragen - auch in Ländern, die noch keine Gebühren verlangen.“

Eine abschreckende Wirkung von Studiengebühren könne auch aus der gesunkenen Studierneigung abgelesen werden. Zwischen 2003 und 2006 sei die Zahl der Abiturienten zwar um 14 % gestiegen, die Zahl der Studienanfänger allerdings um 5 % gesunken.
Der Vorsitzende des Wissenschaftsrats, Peter Strohschneider, beklagte in einer dpa-Mitteilung, dass die Studierneigung in Deutschland immer weiter sinke, was vor allem für Abiturienten mit bildungsferner Herkunft gelte:

„Es gibt Vermutungen, warum die Studierneigung gesunken ist … Die Finanzierung des Studiums stellt für viele Studierende ein Problem dar, insbesondere aus bildungsfernen Schichten. … Durch die in den gestuften Bachelor- und Master-Studiengängen gestiegene Präsenz-Anforderung ist es schwerer geworden, sich den Lebensunterhalt nebenher zu erwirtschaften.“

Gemäß der Studie Eurostudent-Report aus dem Jahr 2005 war zu diesem Zeitpunkt die relative Zahl von Studierenden mit niedriger sozialer Herkunft in Deutschland geringer als in allen anderen europäischen Staaten, die an dieser Studie teilgenommen hatten. Zudem stellten die Autoren, dass Studierende mit einer niedrigen sozialen Herkunft sehr viel seltener ein Auslandsstudium aufnähmen. Dies führten sie – in Anlehnung an einen Begriff des renommierten französischen Soziologen Pierre Bourdieus – darauf zurück, dass es diesen an kulturellem Kapital mangele. Sie hätten weniger Erfahrung mit Auslandsaufenthalten und den Gepflogenheiten an Universitäten sowie geringere Fremdsprachkenntnisse.
| Anteil der Arbeiter- und Beamtenkinder an Hochschulen                    | Anteil der Arbeiter- und Beamtenkinder an Hochschulen | Anteil der Arbeiter- und Beamtenkinder an Hochschulen |
| Jahr                                                                     | Anteil Arbeiterkinder                                 | Anteil Beamtenkinder                                  |
| ------------------------------------------------------------------------ | ----------------------------------------------------- | ----------------------------------------------------- |
| 1982                                                                     | 9 %                                                   | 46 %                                                  |
| 2000                                                                     | 12 %                                                  | 73 %                                                  |
| Datenreport 2004. Zahlen und Fakten über die Bundesrepublik Deutschland. |                                                       |                                                       |

Nach einer Analyse von Destatis war im Jahr 2000 die Chance von Arbeiterkindern gegenüber Beamtenkindern, ein Studium aufzunehmen, niedriger als im Jahr 1982; das Verhältnis lag 1982 bei 9:1; im Jahr 2000 bei 20:1.
Die OECD sieht die Ursache für diesen Trend hauptsächlich im drei(bzw. vier-)gliedrigen Schulsystem und sieht – was auch in einer Sonderstudie der UNICEF bemängelt wurde (s. u.) – keine Möglichkeiten, dieses strukturelle Problem im späteren Bildungsverlauf auszugleichen:

„[…] die Wirksamkeit von kompensatorischen Maßnahmen im Tertiärbereich [ist] beschränkt, denn der Zusammenhang zwischen Bildungsleistungen und sozialem Hintergrund wird in Deutschland wie auch in anderen ebenso stark gegliederten und früh selektierenden Bildungssystemen (z. B. Österreich, der deutschsprachigen Schweiz, der Tschechischen Republik oder Ungarn) wesentlich durch die Schul- und Schulformwahl beeinflusst, die wiederum den Hochschulzugang bestimmt. Der Zusammenhang deutet darauf hin, dass das Schulsystem selbst einen erheblichen Einfluss auf die ungleiche Verteilung von späteren Bildungschancen hat und damit das Leistungspotenzial eines beträchtlichen Anteils junger Menschen, einschließlich von Schülern mit Migrationshintergrund, ungenutzt lässt […]“

Die GEW-Studie „Man muss es sich leisten können…“ von April 2005 über studentische Hilfskräfte an der Universität Marburg stellte dar, dass von 150 studentischen Hilfskräften nur drei Arbeiterkinder waren. Der Erklärungsversuch in der Studie bezog sich auf die Überlegung Pierre Bourdieus, dass Professoren über den gleichen Habitus verfügen wie Akademikerkinder; daher würden sie Akademikerkinder unabhängig von den Leistungen bevorzugt rekrutieren. Zurzeit soll ein bundesweit zur Verfügung stehender Datensatz ausgewertet werden, um zu klären, ob sich das Marburger Phänomen bundesweit zeige. Hiervon abgesehen erhärtete 2006 die Auswertung von Daten des Studierendensurveys diese Tendenz: sowohl Studierende mit einer „hohen“ sozialen Herkunft, als auch Männer würden deutlich häufiger wissenschaftliche Hilfskraftstellen oder Tutorien innehaben. Diese Positionen seien darüber hinaus ausschlaggebend für den wissenschaftlichen Nachwuchs.
| Erhalt von Begabtenstipendien (Notendurchschnitt 1–1,4)                            | Erhalt von Begabtenstipendien (Notendurchschnitt 1–1,4) | Erhalt von Begabtenstipendien (Notendurchschnitt 1–1,4) | Erhalt von Begabtenstipendien (Notendurchschnitt 1–1,4) | Erhalt von Begabtenstipendien (Notendurchschnitt 1–1,4) | Erhalt von Begabtenstipendien (Notendurchschnitt 1–1,4) | Erhalt von Begabtenstipendien (Notendurchschnitt 1–1,4) |
| Finanzierung                                                                       | Männer                                                  | Frauen                                                  | Arbeiter- schaft                                        | Mittel- stand                                           | Höhere Dienstklasse                                     | Akademiker- schaft                                      |
| ---------------------------------------------------------------------------------- | ------------------------------------------------------- | ------------------------------------------------------- | ------------------------------------------------------- | ------------------------------------------------------- | ------------------------------------------------------- | ------------------------------------------------------- |
| hauptsächlich                                                                      | 4,7 %                                                   | 5,1 %                                                   | 2,8 %                                                   | 8,6 %                                                   | 4,9 %                                                   | 2,6 %                                                   |
| teilweise                                                                          | 11,4 %                                                  | 4,6 %                                                   | 4,2 %                                                   | 4,0 %                                                   | 8,1 %                                                   | 11,4 %                                                  |
| insgesamt                                                                          | 16,1 %                                                  | 9,7 %                                                   | 7 %                                                     | 12,6 %                                                  | 13 %                                                    | 14 %                                                    |
| Anmerkungen: 1. 2.                                                                 |                                                         |                                                         |                                                         |                                                         |                                                         |                                                         |
| Quelle: Studierendensurvey 1983–2004. AG Hochschulforschung, Universität Konstanz. |                                                         |                                                         |                                                         |                                                         |                                                         |                                                         |

Eine Studie der „AG Hochschulforschung der Uni Konstanz“ kommt zu dem Ergebnis, dass auch die Begabtenstipendien sozial und geschlechtsspezifisch ungleich verteilt seien. Vor allem nimmt die Ungleichheit zugunsten von männlichen Studierenden und Studierenden mit reichen Eltern zu, wenn nur die Leistungseliten (Notendurchschnitt 1,0–1,4) betrachtet werden. Dass mit besserem Notendurchschnitt die ungerechte Verteilung von Begabtenstipendien zunehme, sei erklärungsrelevant.
Die dreijährlich erscheinende Sozialerhebung des Deutschen Studentenwerkes kam zu einer Reihe von Punkten, die Indizien einer Benachteiligung von Studierenden mit niedriger sozialer Herkunft sein könnten:
- Krankheit: Studierende niedriger sozialer Herkunft nehmen sehr viel häufiger die psychologische Beratung in Anspruch. Zudem sei der größte Unterschied zwischen den verschiedenen Herkünften bezüglich der Gründe für einen Studienabbruch in der Begründung Krankheit zu finden.
- Studienabbruch: Studierende mit niedriger sozialer Herkunft brechen ihr Studium häufiger ab. Dies gilt vor allem für die Fächer Medizin und Rechtswissenschaften.
- Studiendauer: Studierende mit niedriger sozialer Herkunft brauchen im Schnitt sehr viel länger als andere Studierende
- Ressourcen: Studierende mit niedriger sozialer Herkunft steht trotz BAföG weniger Geld zum Lebensunterhalt zur Verfügung als anderen Studierenden
- Jobs: Studierende mit niedriger sozialer Herkunft arbeiten häufiger neben dem Studium; als Motivation zum Jobben geben sie häufiger als andere Lebensunterhalt an.
- Studienfachwahl: Studierende mit niedriger sozialer Herkunft studieren eher Fächer und an Hochschulen, die mit einem geringeren Prestige und weniger hoch dotierten Berufen verbunden sind.
- Forschung: Studierende mit niedriger sozialer Herkunft promovieren seltener als andere Studierende.

In der Frage des wissenschaftlichen Nachwuchses bestätigt das Studierendensurvey die Ergebnisse der DSW-Sozialerhebung. Es gebe eine „soziale Schieflage“ bei den Promovierenden und dem wissenschaftlichen Nachwuchs:

„Die Unterschiede nach der sozialen Herkunft als auch nach dem Geschlecht sind nicht auf die Leistungsfähigkeit oder Fachzugehörigkeit zurückzuführen. Im Gegenteil: unter der studentischen Leistungselite fallen soziale Differenzen nach Geschlecht oder sozialer Herkunft beim Weg in den wissenschaftlichen Nachwuchs noch stärker aus.“

Einer Studie zufolge werden in Deutschland Frauen bei juristischen Staatsexamina schlechter beurteilt, vor allem bei mündlichen Prüfungen; es zeigte sich allerdings, dass die Unterschiede geringer waren, wenn mindestens eine Frau in der Prüfungskommission war. Auch Menschen mit Migrationshintergrund wurden schlechter beurteilt. Die Gründe für die ungleichen Ergebnisse der verschiedenen Personengruppen konnten nicht eindeutig angegeben werden. Die Präsidentin des nordrhein-westfälischen Landesjustizprüfungsamtes Christina Halstenberg-Bornhofen erklärte, dass in Zukunft mehr Frauen die Prüfungen mitabnehmen sollten.

### Außerschulische berufliche Weiterbildung
Der OECD-Studie Bildung auf einen Blick 2006 zufolge nähmen Personen ohne Sekundarstufe-II-Abschluss an außerschulischer beruflicher Weiterbildung nur zu 3 % teil, im OECD-Durchschnitt ist die Teilnahme dieses Personenkreises mehr als doppelt so hoch. Sie nähmen in Deutschland im Vergleich zu den Hochschulabsolventen nur zu einem Siebtel an außerschulischer beruflicher Weiterbildung teil.
Mit zunehmendem Alter nehmen Personen ohne Sekundarstufe-II-Abschluss noch seltener an außerschulischer beruflicher Weiterbildung teil.

## Auswirkungen der Bildungsbenachteiligung
Das Bundesamt für Statistik benennt im Datenreport 2004 negative Auswirkungen:
- Verschwendung von Humankapital
- ineffiziente Schulleistungen
- Akademikermangel (zum Beispiel Ärztemangel, Fachkräftemangel)

seien einige Folgen der ungleichen Startchancen, „die durch institutionelle Restriktionen und organisatorische Unzulänglichkeiten des deutschen Bildungssystems verstärkt werden.“

### Psychosoziale und psychosomatische Folgen
Psychosoziale Folgen sind gesellschaftliche Wirkungen auf die psychische Gesundheit von Menschen. Psychosomatische Folgen bezeichnen die Wirkungen auf die gegenseitige Beeinflussung von Geist und Körper (z. B. kann Mobbing als gesellschaftliche Ursache zu Ängsten und Vermeidungsverhalten führen und diese zu Magengeschwüren). Bildungsbenachteiligung hat sowohl negative Auswirkungen auf die psychische als auch auf die körperliche Gesundheit der Betroffenen.
Es besteht eine statistische Korrelation zwischen dem Schultyp und der Selbstwirksamkeitsüberzeugung. So sind Gymnasiasten eher davon überzeugt, dass man über Engagement soziale Veränderungen herbeiführen könne. Gesamtschüler glauben am wenigsten, dass das, was man im Leben erreicht durch Schicksal oder Glück bestimmt sei. Schulabbrecher zweifeln häufiger an ihren Fähigkeiten und halten Fähigkeiten für wichtiger als Anstrengungen.
Zu ähnlichen Ergebnisse kommt die Shell-Jugendstudie 2006:

„So blicken Jugendliche an den Hauptschulen mit deutlich geringerem persönlichen Optimismus in die eigene Zukunft (38 % sind eher zuversichtlich) als ihre Altersgenossinnen und Altersgenossen an den Gymnasien (57 % sind eher zuversichtlich).“

Die Schulbildung habe zudem einen „massiven Einfluss auf die Wahrscheinlichkeit, minderjährig schwanger zu werden“. Dies ergab eine Studie des pro familia-Bundesverbandes und der Bundeszentrale für gesundheitliche Aufklärung. So sei die Wahrscheinlichkeit minderjährig schwanger zu werden für Hauptschülerinnen fünfmal so hoch wie für Gymnasiastinnen. Es sei möglich, dass diese Studie das Ausmaß dieses Zusammenhanges überschätze, „dennoch ist unübersehbar, dass geringe Bildung und die heute damit verbundene Perspektivlosigkeit das Risiko ungewollt schwanger zu werden, drastisch erhöht.“
Die Studienabbruchstudie des Hochschul-Informations-Systems gibt an, dass Studierende der niedrigen sozialen Herkunftsgruppe sehr viel häufiger mit der Begründung „Krankheit“ ihr Studium abbrechen als andere Studierende. Dies kann darauf hindeuten, dass Studierende mit niedriger sozialer Herkunft einer Mehrfachbelastung mit negativen psychosomatischen Folgen ausgesetzt sind.
Der Gesundheitsbericht 2006 stellt fest, dass das Bildungsniveau, „ebenso wie der finanzielle Status einen wichtigen Einfluss auf die Gesundheit und das Gesundheitsverhalten nimmt.“ Darüber hinaus bestimme der Bildungsabschluss die Möglichkeit für Einkommen und Erwerbstätigkeit. Armut und Arbeitslosigkeit führen laut Gesundheitsbericht jedoch zu einem größeren Krankheits- und Sterberisiko. Diese Risiken haben in den letzten Jahren relativ für die von geringem Einkommen und Arbeitslosigkeit betroffenen Menschen zugenommen. Ein niedriges Bildungsniveau hat somit indirekt negative Auswirkungen auf Gesundheit und Lebenserwartung. Siehe dazu auch: Gratifikationskrise
Nico Dragano verweist auf neuere medizinische Untersuchungen, wonach sozial benachteiligte Kinder nicht nur ein höheres Risiko hätten, in jungen Jahren zu erkranken, sondern dass sie diese Hypothek auf ihre Gesundheit auch im Erwachsenenalter trügen. Allerdings zeige eine Studie von Debbie A. Lawlor zur Effektmodifikation (Wechselwirkung sozialer, bildungsspezifischer und gesundheitlicher Benachteiligungen), dass sich die gesundheitsschädigende Wirkung frühkindlicher sozialer Benachteiligung deutlich abschwäche, wenn die betroffenen Kinder später eine hohe Schulbildung erhielten.
Das Max-Planck-Institut für Bildungsforschung interessierte sich für die Frage, ob die besuchte Schulform einen Einfluss auf die Entwicklung der Intelligenz hat. Es konnten starke Effekte nachgewiesen werden: Bei Kontrolle der Ausgangsleistung im Intelligenztest in Klasse 7 konnten die Schüler, die das Gymnasium besuchten, ihre Intelligenzleistung bis zur 9. Klasse um 11,39 Punkte mehr steigern als die Schüler, welche die Realschule besuchten. So konnte also bewiesen werden, dass die Schüler auf den niedrigeren Schulformen schlechtere Entwicklungschancen haben.

#### Psychosoziale Folgen in der zweiten Generation
Aus einer Studie, die vom Kinderhilfswerk World Vision Deutschland finanziert wurde und für die 1.600 Kinder befragt wurden, geht hervor, dass sich Kinder aus armen Elternhäusern schon im Alter von 8 bis 11 Jahren für den Rest ihres Lebens benachteiligt fühlen. Es handelt sich um die erste umfassende Milieustudie von Kindern dieser Altersgruppe. Der Sozialwissenschaftler Klaus Hurrelmann kommentierte: Die schlechten Startchancen „prägen alle Lebensbereiche und wirken wie ein Teufelskreis. Wie ein ‚roter Faden‘ zieht sich eine Stigmatisierung und Benachteiligung dieser Kinder durch das ganze Leben hindurch“.
Viele Eltern könnten wegen Armut ihren Kindern kein angemessenes Freizeitangebot bieten, sagte Hurrelmann. Die Kinder müssten deswegen ihre Freizeit mit Fernsehen und Computerspielen verbringen.
Die Mitautorin der Studie, Sabine Andresen, stellte heraus, dass die Klassengesellschaft keine neue Entwicklung sei. Erschreckend sei aber, wie sich in einem reichen Land wie Deutschland die Armut von Kindern „eklatant“ auf ihre Biografien auswirke. Die Forscher stellten fest, dass viele Eltern mit der Erziehung überfordert seien. Deswegen müssten alle Bereiche der Gesellschaft helfen, die Kinder starkzumachen.
Das Freizeitverhalten ist in Deutschland stark bestimmt durch die Bildungsbenachteiligung aufgrund der sozialen Herkunft. Laut Ulrich Schneekloth vom an der ersten deutschen Kinderstudie beteiligten Forschungsinstitut TNS Infratest Sozialforschung sei das sehr stark nur auf Wissensvermittlung und frühe Selektion ausgerichtete deutsche Halbtagsschulsystem hieran mitverursachend. Es fehle ein breit gefächertes Beschäftigungsangebot am Nachmittag. Ein solches werde von den Kindern in der jetzigen Studie selbst sehr stark gewünscht. Von den Oberschichtkindern gingen 72 Prozent in einen Sportverein, und 50 Prozent nähmen an musisch-kulturellen Aktivitäten teil, aber nur 40 Prozent der Unterschichtkinder seien regelmäßig sportlich und nur 13 Prozent musisch-kulturell tätig. Über die Hälfte der sozial benachteiligten Kinder machen nichts dergleichen.

### Erwerbsquote und Arbeitslosigkeit
In Deutschland haben Menschen mit Hochschulabschlüssen eine Erwerbsquote, die mit 84 % um 34 Prozentpunkte über der von Personen ohne Sekundarstufe-II-Abschluss (Erwerbsquote von 50 %) liegt. Ebenso ist die Arbeitslosigkeit von Akademikern in Deutschland sehr viel geringer als die von Personen ohne akademischen Abschluss. Während die Akademikerarbeitslosigkeit nur anderthalb mal so groß ist wie im Schnitt der anderen OECD-Staaten, ist die Arbeitslosigkeit der Nicht-Akademiker doppelt so hoch.
| Bildungsabschluss und Arbeitslosigkeit (nach OECD 2006)           | Bildungsabschluss und Arbeitslosigkeit (nach OECD 2006) | Bildungsabschluss und Arbeitslosigkeit (nach OECD 2006) |
| Höchster Bildungsabschluss                                        | Arbeitslosigkeit in Deutschland                         | Arbeitslosigkeit im Durchschnitt der OECD-Staaten       |
| ----------------------------------------------------------------- | ------------------------------------------------------- | ------------------------------------------------------- |
| ohne Sekundarstufe-II-Abschluss                                   | 20,5 %                                                  | 10,4 %                                                  |
| Sekundarstufe-II-Abschluss                                        | 11,2 %                                                  | 6,2 %                                                   |
| Hochschulabschluss                                                | 5,5 %                                                   | 3,9 %                                                   |
| OECD Briefing Notes für Deutschland. Bildung auf einen Blick 2006 |                                                         |                                                         |

Diese Schere in der Arbeitslosigkeit hat sich in den letzten Jahren vergrößert. Während die Arbeitslosigkeit bei Personen mit Sekundarstufe-II-Abschluss seit 1998 konstant blieb, steigerte sie sich für Menschen ohne diesen Abschluss von 15,4 % auf die erwähnten 20,5 % im Jahr 2003. Zusätzlich steigt im Alter das Risiko der Arbeitslosigkeit bei Nichtakademikern überproportional.
Für das Jahr 2007 kommt das Statistische Bundesamt auf ähnliche Zahlen. Konzeptionell basierend auf der Bildungsklassifikation International Standard Classification of Education (ISCED) der International Labour Organization (ILO) bestätigt das Statistische Bundesamt mittels neuer Auswertungen die „erheblich“ niedrigeren Arbeitsmarktchancen bei niedriger Bildung in Deutschland. In den EU-Staaten sei nur in der Slowakischen Republik und in Tschechien die Arbeitslosigkeit bei dem Personenkreis mit niedrigen Bildungsabschlüssen höher.
| Bildungsabschluss und Arbeitslosigkeit (Nach Destatis 2008)                                                                       | Bildungsabschluss und Arbeitslosigkeit (Nach Destatis 2008) | Bildungsabschluss und Arbeitslosigkeit (Nach Destatis 2008) |
| ISCED-Niveau | Arbeitslosigkeit in Deutschland                             | Arbeitslosigkeit im Durchschnitt der EU-Staaten             |
| --- | ----------------------------------------------------------- | ----------------------------------------------------------- |
| 0–2 (Vorschule, Primärbereich und Sekundarstufe 1 (höchstens Realschulabschluss ohne Berufsausbildung))                           | 17,7 %                                                      | 9,2 %                                                       |
| 3–4 (Sekundarstufe 2 und Postsekundarbereich (Abitur oder eine Berufsausbildung im dualen System oder an einer Berufsfachschule)) | 8,2 %                                                       | 6,0 %                                                       |
| 5–6 (Tertiärbereich (höhere berufsfachliche Ausbildung oder ein Hochschul- oder Fachhochschulabschluss))                          | 3,7 %                                                       | 3,6 %                                                       |
| Destatis: Niedrige Bildung schmälert Arbeitsmarktchancen erheblich                                                                |                                                             |                                                             |

Während in Deutschland die Arbeitslosigkeit bei einem hohen Bildungsniveau dem europäischen Durchschnitt entspricht (3,7 % / 3,6 %), ist die Wahrscheinlichkeit mit einem niedrigen Bildungsniveau arbeitslos zu werden in Deutschland ungefähr doppelt so hoch wie im EU-Durchschnitt (17,7 % / 9,2 %). Da die Abhängigkeit des Bildungserfolgs von der sozialen Herkunft in Deutschland ebenfalls höher ist als im EU- oder im OECD-Durchschnitt, verfestigt sich in Deutschland über das Bildungssystem mehr als in anderen Ländern die Wahrscheinlichkeit der Arbeitslosigkeit aufgrund der sozialen Herkunft.
Bei Jugendlichen mit einer türkischen Herkunft verhindern das Bildungskapital und besondere Restriktionen im Ausbildungs- und Arbeitsmarkt sehr viel stärker die gelingende Integration im Ausbildungs- und Arbeitsarbeit als etwaige Re-Ethnisierungsprozesse. Zu diesem Ergebnis kam eine Studie des Deutschen Jugendinstituts von 2007.

### Einkommen
Die OECD-Studie „Bildung auf einen Blick 2006“ stellt fest, dass der Einkommensvorteil für Akademiker zwischen 1998 und 2003 von 30 % auf 53 % gestiegen ist. Im selben Zeitraum wuchs er im Durchschnitt der OECD-Staaten nur um vier Prozentpunkte. Auch der Einkommensnachteil für Frauen ist in Deutschland im Vergleich zu anderen OECD-Staaten besonders hoch und in den letzten Jahren noch gewachsen, wobei für Frauen in Deutschland eine besonders hohe Abhängigkeit vom jeweiligen Bildungsabschluss besteht.

### Karriere
Die Elite-Studie Michael Hartmanns ergab, dass in der Wirtschaftselite – den Chefetagen der Großkonzerne – nur 0,5 % Arbeiterkinder zu finden seien. In dieser Studie wurde aus vier Jahrgängen in zehnjährigem Abstand der biographische Verlauf von ca. 6500 Promovierten analysiert. Arbeiterkinder mit Doktorgrad konnten sehr viel seltener eine Karriere machen als Promovierte mit anderer sozialer Herkunft. Hartmann glaubt einen Trend zu erkennen, nach dem seit 1990 ein sozialer Schließungsprozess stattfinde, der den sozialen Aufstieg stärker von der Herkunft als von der Leistung abhängig mache.

### Der lange Arm der sozialen Herkunft
Anscheinend können Kinder von Bildungsaufsteigern häufig den Erfolg ihrer Eltern nicht wiederholen. Zu diesem Ergebnis kommen Marek Fuchs und Michaela Sixt von der Universität Kassel. Die beiden Soziologen arbeiteten mit Daten des SOEP.
Kinder von Bildungsaufsteigern erreichen zu einem geringeren Anteil die Hochschulreife als Kinder traditioneller Akademiker (als traditioneller Akademiker galt eine Person, deren Eltern und Großeltern bereits Akademiker waren). Darüber hinaus hat der Anteil der Aufsteigerkinder mit Abitur immer stärker abgenommen. Zwar machten 81 % der Kinder der Bildungsaufsteiger aus den Jahrgängen 1948 bis 1952 das Abitur. Jedoch machten nur 56 % der Kinder der Bildungsaufsteiger aus den Jahrgängen 1958 bis 1962 das Abitur. Bei den Kindern der traditionellen Akademiker aus den gleichen Jahrgängen hingegen hatten 84 % das Abitur.
Zudem schlossen Kinder traditioneller Akademiker ihr Hochschulstudium häufiger erfolgreich ab. 84 % der Kinder traditioneller Akademiker schlossen ein einmal begonnenes Hochschulstudium ab. Bei den Aufsteigerkindern waren es nur 72 %.

### Jugendkriminalität
Eine Studie des Kriminologischen Forschungsinstituts Niedersachsen (KFN) von 2008 kommt zu dem Ergebnis, dass die Hauptschule die Jugendkriminalität fördere:

„Die Hauptschule ist im Verlauf der letzten zehn Jahre schrittweise zu einem eigenständigen Verstärkungsfaktor der Jugendgewalt geworden. Da in ihrer Schülerschaft der Anteil der familiär und sozial erheblich belasteten Jugendlichen stark angewachsen ist, haben sich negative Aufschaukelungs- und Ansteckungseffekte ergeben, denen die Schulen nur schwer entgegensteuern können.“

Die Ergebnisse des Kriminologischen Forschungsinstituts Niedersachsen lassen sich nicht auf das kulturelle Kapital der Eltern und kaum auf die Religionszugehörigkeit der Jugendlichen zurückführen.

„Bei unserer Studie zu den Neuntklässlern Hannovers entfaltet das kulturelle Kapital der Familie jedoch keinen eigenen Erklärungsbeitrag zur Delinquenz, weil es überlagert wird von den Faktoren, die sich über Schulformen und andere soziale Aspekte abbilden. Von geringer Relevanz für das Delinquenzverhalten der Jugendlichen ist offenbar ferner die Religionszugehörigkeit.“

## Die Bedeutung der COVID-19-Pandemie
Während der COVID-19-Pandemie ist das Bildungssystem in Deutschland seit März 2020 einer Vielzahl von Störungen ausgesetzt, die die Befürchtung auslösten, es sei eine „Generation Corona“ im Entstehen begriffen, die nachhaltig im Vergleich zu vorangegangenen Jahrgängen von Abgängern Allgemeinbildender Schulen, von Hochschulen und von Ausbildungsgängen im dualen System der Berufsausbildung benachteiligt sei. In Deutschland befasst sich vor allem der an der Hochschule Hildesheim tätige Soziologe Michael Corsten in einem Forschungsprojekt mit der von ihm so genannten „Generation Corona“.
Ein Forscherteam um Klaus Hurrelmann bedauerte, dass es im Winter 2021 noch keine „belastbaren Studienergebnisse“ zu der Frage gebe, was „die langfristigen Folgen der Corona-Pandemie auf die Generationen Y, Z und Alpha“ seien. Als „Generation Corona“ würde Klaus Hurrelmann eher diejenigen jungen Leute bezeichnen, die schon vor 2020 „randständig“ gewesen seien. Diejenigen Gleichaltrigen, die „interessiert, engagiert, weltoffen, gut gebildet, tolerant“ seien, habe er schon vor 2020 als Angehörige der „Generation Greta“ bezeichnet.
Eine Abiturientin machte 2021 in einem Eilantrag vor dem Verwaltungsgericht Berlin geltend, dass sie als Schülerin aus einfachen Verhältnissen besonders durch die COVID-19-Pandemie benachteiligt sei, und zwar durch beengte Wohnverhältnisse, die dauernde Anwesenheit aller vier Haushaltsmitglieder, eine mangelhafte Ausstattung mit elektronischen Hilfsmitteln, die Schließung von Bibliotheken und den Ausschluss von dort ausleihbarem Lernmaterial sowie den Mangel an Geld, um dieses Material kaufen zu können.
Das Gericht wies den Antrag der Abiturientin ab. Es gab zu (VG Berlin, Beschluss vom 20. April 2020, VG 3 L 155.20), dass Schüler, denen ein eigenes Zimmer und umfangreiche elektronische Hilfsmittel zur Verfügung stehen, auch in Zeiten, die nicht von einer Krise geprägt seien, Vorteile gegenüber Schülern hätten, die in schwächeren Familien lebten. Es stellte aber zugleich fest, dass diese Vorteile nicht pandemiebedingt seien, also nicht nur den Abiturjahrgang 2020 beträfen. Sie müssten vom Gesetzgeber, nicht von der Justiz ausgeglichen werden.

## Nationale und internationale Stimmen zur Bildungsbenachteiligung in Deutschland
Bildungsbenachteiligung liegt in vielen Staaten vor, doch hat die deutsche Situation sowohl auf nationaler als auch auf internationaler Ebene vielfach Kritik hervorgerufen. Diese bezieht sich sowohl auf bildungsökonomische, als auch auf humanistisch-menschenrechtliche Überlegungen. Die Kritik begründet sich vor allem in den erwarteten Auswirkungen der Bildungsbenachteiligung (siehe hierzu auch das Kapitel zu Auswirkungen).

### Bildungsökonomische Erwägungen
Bildungsökonomische Kritik der Bildungsbenachteiligung bedeutet, dass ausgehend von der Frage, was gut für die Entwicklung der Wirtschaft sei, Kritik an der Benachteiligung geübt wird. Im Wesentlichen werden hier das Argument der Verschwendung von Begabungspotential und Humankapital genannt.

#### OECD
Von der OECD wird aus einer bildungsökonomischen Perspektive bemängelt, dass die Bildungsinvestitionen, die ohnehin im Vergleich mit anderen OECD-Staaten gemessen am Bruttoinlandsprodukt unterdurchschnittlich sind, überproportional in den tertiären Sektor (Hochschule) und unterproportional in den Primarbereich (Kindergarten, Grundschule) fließen. So wuchsen die Ausgaben von 1995 bis 2003 pro Schüler und Schülerin nur um 5 % (im OECD-Durchschnitt um 33 %), während sie im gleichen Zeitraum pro Studierenden um 8 % zunahmen (im OECD-Schnitt nur um 6 %). Dies führe dazu, dass bereits sehr früh eine breite Bildungsförderung unterbunden werde, während Doktoranden (die hauptsächlich eine akademische Herkunft haben) überdurchschnittlich gefördert werden.
OECD-Generalsekretär Angel Gurría kritisierte die in Deutschland übliche Aufteilung von zehnjährigen Kindern auf unterschiedliche Schulformen. Oberschichtkinder hätten eine mehr als doppelt so große Studienchance wie Schüler aus einfachen Familien. Nur 21 Prozent aller 15-Jährigen in Deutschland könnten sich perspektivisch überhaupt ein Studium vorstellen. Im OECD-Schnitt sind dies 57 Prozent. Wörtlich sagte er:

„in Deutschland können diese Ungleichheiten aber auf die Struktur des Schulsystems zurückgeführt werden. Bereits im Alter von zehn Jahren werden Schulkinder auf die verschiedenen Zweige des Schulsystems verteilt, wobei Kinder aus sozial benachteiligten Familien häufig an Zweige verwiesen werden, in denen die Leistungserwartungen niedriger sind. Das zeigt sich auch an den schwachen schulischen Leistungen von Schülerinnen und Schülern mit Migrationshintergrund[…]“

In den Politikempfehlungen des Wirtschaftsberichts 2008 äußerte die OECD Kritik am deutschen Schulsystem insbesondere an der fehlenden „Durchlässigkeit“ im Bildungssystem und mangelndem Engagement für Kinder aus unteren sozialen Schichten. Um dies aufzuheben, empfahl die OECD unter anderem:
- eine „Erhöhung der Teilnahme an frühkindlicher Betreuung, Bildung und Erziehung (FBBE) sowie Verbesserung ihrer Qualität“ durch
  - „Pilotprogramme zur Kompensation von Mängeln im häuslichen Umfeld bei Kleinstkindern aus sozial schwächerem Milieu, durch die sie in der Entwicklung ihrer Fähigkeiten eingeschränkt sind“;
  - „Entwicklung gemeinsamer Finanzierungsstandards für sämtliche Einrichtungen, um eine gerechtere Behandlung von Kindern aus sozial schwächeren Verhältnissen zu gewährleisten“;
  - „Anhebung der Ausbildung von FBBE-Erziehern auf Tertiär- und vorzugsweise auf Hochschulniveau sowie Einführung einer stärker spezialisierten Ausbildung für Erzieher von Kleinstkindern (unter 3 Jahren)“;
  - „Überdenken der derzeit in Erwägung gezogenen Auszahlung eines monatlichen Betrags (Betreuungsgeld) an Eltern, die ihre Kinder selbst betreuen statt sie in eine Kinderbetreuungseinrichtung zu geben“;
  - „Identifizierung von Strategien zur verstärkten Teilnahme von Kinder aus sozial schwächeren Milieus ab dem Alter von 3 Jahren an der Kindergartenerziehung“, sowie
  - „Verbesserung der Qualität der Programme von Ganztagskindergärten.“

- sowie die „Verringerung des Grads der Gliederung des Schulsystems“ durch:
  - „Aufschub der ersten Selektion, die in den meisten Bundesländern derzeit im Alter von 10 Jahren erfolgt, auf einen späteren Zeitpunkt“;
  - „Angebot von Haupt- und Realschule in einer gemeinsamen Schulart“ und
  - „Erhöhung der Durchlässigkeit zwischen den Bildungsgängen in der Praxis.“[115]

#### McKinsey
Ähnlich wie die von der OECD geäußerte Kritik sprach sich 2005 die Unternehmensberatung McKinsey für mehr „Bildungsqualität und Chancengerechtigkeit“ in Deutschland aus. McKinsey forderte angesichts des Bedarfs an hochqualifizierten Arbeitskräften ein Investitionsprogramm in Milliardenhöhe im Bereich frühkindlicher Bildung und ein besonderes Augenmerk für benachteiligte Familien und Kinder ausländischer Eltern. So sollte den so genannten bildungsfernen Schichten in sozialen Brennpunkten der Zugang zu Kinderkrippen und Kindergärten erleichtert, das Betreuungsverhältnis verdoppelt und besonderer Wert auf Spracherziehung gelegt werden; auch sollten Eltern keinen Essensgeldzuschuss mehr zahlen.

#### Handwerkskammern
Mangelnde Schulleistungen der Ausbildungsplatzbewerber beeinträchtigen mittlerweile massiv die Nachwuchsgewinnung im Handwerk.
Bereits 2002 hat Dieter Philipp, Präsident des Zentralverbandes des deutschen Handwerks (ZDH) Konsequenzen aus der PISA-Studie gefordert. Vor allem in Bayern und Baden-Württemberg finden viele Betriebe – besonders in technisch anspruchsvollen Berufen des Metall- und Elektrohandwerks nicht genügend Auszubildende. Dies ist durch die mangelnden Qualifikationen der Schulabgänger begründet. Bei einer Umfrage der Handwerkskammer Düsseldorf musste festgestellt werden, dass 40 % der Bewerber nicht die nötigen Qualifikationen hatten. Es sei laut Philipp die Tradition und Selbstverpflichtung des Handwerks, auch leistungsschwächere Jugendliche zu integrieren und ihnen den Berufseinstieg zu ermöglichen. Jedoch sei das Handwerk kein Reparaturbetrieb für Mängel in der schulischen Erziehung,
Der BWHT hat bemängelt, dass die Hauptschule junge Menschen nicht mehr in ausreichendem Maße auf handwerkliche Berufe vorbereite. So müssten im Handwerk viele Ausbildungsplätze unbesetzt bleiben, weil die jungen Menschen nicht mehr die erforderlichen Qualifikationen mitbringen würden. Besonders würde es an mathematischen und technischen Fähigkeiten mangeln. Der BWHT hat deshalb die Abschaffung der Hauptschule gefordert. Immer mehr handwerkliche Betriebe stellen nur noch Realschüler oder Abiturienten ein. So hat inzwischen die Mehrheit der Tischlerlehrlinge das Abitur. Gefordert wird eine 9-jährige Basisschule für alle. Die erste Stufe bildet der Vorschulische Bereich, der obligatorisch sein muss und ein bis zwei Jahre umfassen soll. Darauf aufbauend soll in einer Grundstufe, deren Name noch zu definieren ist und die neun Jahre dauern soll, eine breit angelegte Allgemeinbildung mit einem größeren Bildungsangebot erfolgen, um einer individuellen Förderung gerecht zu werden. Im Anschluss an diese Phase soll die Spezialisierung entweder im allgemeinbildenden Gymnasium oder in der beruflichen Ausbildung (duale Ausbildung, vollzeitschulische Maßnahmen, berufliche Gymnasien) jeweils über drei Jahre erfolgen. Der Zugang zur Oberstufe soll über Eingangsprüfungen geregelt werden. Der Abschluss der dritten Bildungsphase soll zum Hochschulstudium berechtigen, so dass der Weg zur Hochschule jedem offensteht. Dies würde, so die Befürworter des Modells, die Vorteile eines eingliedrigen mit den Vorteilen eines gegliederten Schulsystems kombinieren. Der einzelne Schüler würde besser gefördert, so die Hoffnung. Der WHKT hat sich den Forderungen des BWHT angeschlossen.
In Bezug auf die PISA-Studie forderte der Landeshandwerkspräsident Baden-Württembergs, Joachim Möhrle, im Jahr 2007 erneut längeres gemeinsames Lernen und individualisierte Förderung. Er zeigte sich erfreut über das etwas bessere Abschneiden der deutschen Schulen und sagte, das deutsche Schulsystem habe Stärken. Diese lägen jedoch nicht in der Hauptschule. 39 Prozent der Hauptschüler erreichen nur die Basiskompetenzen. Das heißt, sie können nur so viel wie ein Grundschüler. Der BWHT bezeichnete dies in einer Pressemitteilung als Hiobsbotschaft für das Handwerk. Möhrle kritisierte, kein Wirtschaftszweig habe so darunter zu leiden wie das Handwerk, dass viele Hauptschulabsolventen den steigenden Qualifikationsanforderungen nicht mehr gewachsen sind. Die Landesregierung müsse endlich erkennen, dass hier die wirtschaftliche und soziale Prosperität einer ganzen Branche in Gefahr sei. Viele Lehrstellen können nicht mehr besetzt werden, da es an qualifizierten Bewerbern mangelt. Man könne nach den neuen PISA-Ergebnissen nicht weiter ignorieren, dass das herrschende Prinzip der Auslese nicht wirklich erfolgreich gewesen sei.

### Menschenrechtliche Aspekte
Eine menschenrechtliche Kritik der Bildungsbenachteiligung beruft sich darauf, dass Bildung ein Menschenrecht sei.
Dies wird nicht zuletzt vom Internationalen Pakt über wirtschaftliche, soziale und kulturelle Rechte gefordert, welchen viele OECD-Länder (unter anderem auch die Bundesrepublik Deutschland) unterschrieben haben. Siehe hierzu auch: Recht auf Bildung
Der deutsche Pädagoge und Professor für Pädagogische Psychologie, Kurt Singer, setzte sich bei seinen Forschungen mit der Benachteiligung von Schülern durch pädagogisches Fehlverhalten auseinander und konstatierte einen partikularen Grundrechtskonflikt („Die Würde des Schülers ist antastbar“).
In aufwendigen Studien mit Befragungen von 2965 Studenten (darunter deutsche Personen) befasste sich eine Forschergruppe (Krumm/Weiss) am Institut für Erziehungswissenschaften der Universität Salzburg mit dem Verhalten von Lehrpersonen, die ihre Machtposition missbräuchlich durch psychische Gewalt einsetzten. Eine Kategorie dieser Untersuchungen war falsche/ungerechte Leistungsbeurteilung. Bei den Auswertungen wurde u. a. die Equity-Theorie (Gerechtigkeit in sozialen Beziehungen) zugrunde gelegt.

#### Menschenrechtskommission der Vereinten Nationen
Durch die Bildungsbenachteiligung in der Bundesrepublik Deutschland alarmiert, schickte die Menschenrechtskommission der Vereinten Nationen ihren Sonderberichterstatter Vernor Muñoz aus Costa Rica im Februar 2006 in die deutschen Schulen. Muñoz wies darauf hin, dass Bildung in Deutschland durch mangelnde Chancengleichheit geprägt sei. Er kritisierte,

„dass der Vorbehalt der deutschen Bundesregierung gegenüber der UN-Kinderrechtskonvention praktisch die Auswirkung hat, dass die Kinder zuerst in ihrem Status als Flüchtling gesehen werden, und dann erst als Kinder. Das führt natürlich dazu, dass Personen, deren rechtlicher Status nicht eindeutig geklärt ist, auch keine Möglichkeit haben, in den Ausbildungsbereich hinein zu kommen[…]“

und empfahl:

„dass man das Kind ins Zentrum des Bildungsprozesses rückt. Und wie wir gesehen haben, ist es eindeutig nicht so, dass es eine Bildung gibt, die begründet wird mit den Rechten der Jungen und Mädchen“

Weiterhin empfahl er eine Gebührenfreiheit der vorschulischen Bildung und

„die Einstufung, die zurzeit im Alter von 10 Jahren stattfindet, auf ein späteres Alter hinauszuschieben und folglich in einen Dialog zu treten, über die Frage der Bildungsstruktur und zwar im Zusammenhang mit einer Analyse der Implikationen für schulische Inhalte und Schulorganisation.“

Ebenfalls kritisierte er, dass Kindergartenplätze in Deutschland kostenpflichtig seien.

#### UNESCO
Aus der UNESCO kam der Wunsch, dass Deutschland dem Education-for-all-Plan beitreten solle. Der sogenannte EFA-Plan wurde beim Weltbildungsforum der UNESCO 2000 in Dakar mit dem Ziel erarbeitet, bis 2015 eine ausreichende und qualitativ gute „Grundbildung für Alle“ („Education for All“ – EFA) zu erreichen. Dieser Plan solle nicht nur für Entwicklungsländer gelten, sondern auch für Deutschland, da in Deutschland ebenfalls vier der sechs Bedingungen für eine „Grundbildung für Alle“ nicht erfüllt seien:
| UNESCO: „Vier der sechs im EFA-Aktionsprogramm formulierten Ziele betreffen direkt oder indirekt auch Deutschland“                                         | UNESCO: „Vier der sechs im EFA-Aktionsprogramm formulierten Ziele betreffen direkt oder indirekt auch Deutschland“                                                                            |
| EFA-Ziel | Deutsche Situation |
| --- | --- |
| „Ausweitung und Verbesserung der frühkindlichen Betreuung und Erziehung, insbesondere für gefährdete und benachteiligte Kleinkinder“                       | „Keine geregelte Vorschulbildung, nachteilig besonders für Kinder aus sozialen Problemlagen und mit Migrationshintergrund“                                                                    |
| „Absicherung der Lernbedürfnisse von Jugendlichen durch Zugang zu Lernangeboten und Training von Basisqualifikationen“                                     | „Ungleiche Chancen: soziale Ausgrenzung und Leistungsselektion anstatt Förderung und Integration sozial schwacher Kinder“                                                                     |
| „Signifikanter Abbau des Analphabetismus und Verbesserung der Lern- und Fortbildungsangebote für Erwachsene“                                               | „4 bis 7 Millionen Erwachsene in Deutschland sind „funktionale“ Analphabeten und haben kaum Chancen, den Anforderungen der Informationsgesellschaft und des Arbeitsmarktes gerecht zu werden“ |
| „Verbesserung der Bildungsqualität und angepasste, relevante Lerninhalte“                                                                                  | „veraltetes Lehrmaterial und veraltete Lehrmethoden, mangelnde Lehrerbildung, schlechte Ausstattung und zu geringe Eigenständigkeit der Schulen, zu starre Lehrpläne“                         |
| (Andreas Baaden, Eva-Maria Hartmann: EFA und PISA. Warum Deutschland einen nationalen EFA-Plan braucht. In: unesco heute online. Ausgabe 10, Oktober 2002) | |

Deutschland brauche ein nationales EFA-Aktionsprogramm, welches sich auf die Schulstruktur, Vorschulbildung, der Grundschulbereich und die Hauptschulen konzentriere. Darüber hinaus müssten die Bemühungen in der Erwachsenenbildung verstärkt werden, um jenen Menschen eine qualitative Grundbildung zu ermöglichen, die mit unzureichenden Kenntnissen die Schule verlassen haben.

#### UNICEF
Die UNICEF hob die Diskriminierung im deutschen Bildungssystem in ihrer Studie Disadvantage in Rich Countries besonders hervor und verfasste daraufhin einen Sonderbericht A Sorting Hat that Fails? The Transition from Primary to Secondary School in Germany. Im deutschen Bildungssystem würden die Menschen zu früh sortiert und diese Einsortierung würde sich im späteren Leben nur schwer durchbrechen lassen.

#### Bildungsminister der Europäischen Union
In einem gemeinsamen Ratspapier der 25 Bildungsminister der EU wird die frühe Trennung von Schülern, wie sie insbesondere in Österreich und der Bundesrepublik Deutschland stattfinde, gerügt, da

„es negative Auswirkungen auf die Leistungen benachteiligter Schüler haben kann, wenn die Schüler in zu frühem Alter je nach ihren Fähigkeiten auf gesonderte Schulen unterschiedlicher Art verteilt werden“

Das Papier wurde aufgrund der Intervention deutscher und österreichischer Diplomaten in dieser entschärften Version verfasst. In dem diesen Beschluss zugrunde liegenden Mitteilung der Kommission an den Rat und das Europäische Parlament
„Effizienz und Gerechtigkeit in den europäischen Systemen der allgemeinen und beruflichen Bildung“ hieß es:

„In den europäischen Ländern, in denen eine frühe Differenzierung der Schüler vorgenommen wird (z. B. DE, LI, LU, NL, AT), sind größere Unterschiede bei den Leistungen der Schüler festzustellen als in Ländern mit stärker integrierten Schulsystemen. Eine frühe Differenzierung wirkt sich insbesondere negativ auf die Leistungen von benachteiligten Kindern aus. Ein Grund dafür ist, dass diese Kinder eher in Richtung der schlechter angesehenen Formen der allgemeinen und beruflichen Bildung kanalisiert werden.“

Bildungskommissar Ján Figeľ verwies auf die Untersuchungen von 12 Forschern sowie der internationalen Organisationen UNESCO und OECD zum frühen Aufteilen der Schüler: „Niemand sagt, es sei positiv.“ Der Ratsvorsitzende und finnische Bildungsminister Antti Kalliomäki betonte, dass für benachteiligte Kinder der Zusammenhalt besonders wichtig sei.
Auch die EU-Generaldirektorin Quintin sah anlässlich des EU-Bildungsmonitors 2007 das Hauptproblem in Deutschland weiterhin in der frühen Trennung der Schüler in Hauptschule, Realschule und Gymnasium.

## Methodische Fragen

### Unterschiedliche Klassifizierungen der Herkunftsgruppen
Die Untersuchungen basieren auf zum Teil unterschiedlichen Klassifizierungen der Herkunftsgruppen. Unterschiedliche Klassifizierungen können zu erheblich verschiedenen Interpretationen von Bildungsbenachteiligung führen. Dies zeigte beispielsweise der Streit zwischen der OECD und dem Leiter des deutschen Bildungskonsortiums Anfang Dezember 2007, da das deutsche PISA-Konsortium lediglich die sozio-ökonomische Lage (EGP-Index), die OECD hingegen auch kulturelle Aspekte zur Bestimmung der Herkunftsgruppe (ESCS-Index) heranzog. Erläuterungen finden sich unter
- Soziale Herkunft

### Einfluss der Herkunftsschicht auf die erreichte Kompetenz
Es gibt verschiedene Möglichkeiten, Bildungsbenachteiligung zu messen. Eine Möglichkeit ist der so genannte Soziale Gradient. Vereinfacht ausgedrückt wird hier versucht eine Gerade zu berechnen, die bei gegebenem Sozialstatus ermöglicht die Kompetenz vorherzusagen.
Um das zu verdeutlichen: Man stelle sich ein Koordinatensystem vor. Die Abszisse (die waagerechte Achse) repräsentiert dabei die unabhängige Variable (X). Das wäre in diesem Fall die soziale Herkunft. Die Ordinate (die senkrechte Achse) repräsentiert die abhängige Variable. Das wäre in diesem Fall der Bildungserfolg.
Nun wird jeder Schüler entsprechend seinem Bildungserfolg und seiner sozialen Herkunft ins Koordinatensystem eingetragen. So erhält man eine sogenannte Punktewolke. Jeder Punkt symbolisiert einen Schüler.
Durch diese Punktewolke zieht man eine Gerade und zwar so, dass alle Punkte der Wolke möglichst nah an der Gerade liegen. Steigt diese Gerade stark an, so ist der Zusammenhang zwischen sozialem Status und Kompetenz stark, steigt sie nur langsam an, so gibt es nur einen schwachen Zusammenhang. Mathematisch ausgedrückt: Regression von den jeweiligen Kompetenzwerten auf den internationalen Index für den sozioökonomischen Standard der Familie (ISEI) geschätzt. Diese Regressionsfunktion erlaubt bei gegebenem Sozialstatus eine Vorhersage des erreichten Kompetenzniveaus. Zur Schätzung genügte eine lineare Regressionsgleichung. Die Regressionsgerade wird als sozialer Gradient des jeweiligen Kompetenzbereichs bezeichnet. Näheres siehe: Regressionsanalyse.
In Deutschland hat die soziale Lage einen starken Einfluss auf das Leistungsniveau.

### Berechnung des Chancenverhältnisses
Um zu überprüfen, wie es um die Bildungschancen der Kinder aus verschiedenen Schichten steht, wurden im Rahmen der PISA-Studie das Quotenverhältnis für den Besuch des Gymnasiums statt der Realschule berechnet.
Dies geschah folgendermaßen:
|                   | Anzahl Personen der interessierenden Gruppe (z. B. „obere Dienstklasse“) | Anzahl Personen der Referenzgruppe (z. B. „Facharbeiter“) |
| Im Gymnasium      | a                                                                        | b                                                         |
| In der Realschule | c                                                                        | d                                                         |

Eine Quotenverhältnis von
- genau 1 bedeutet, dass es keinen Unterschied in den Odds gibt,
- ist die Quotenverhältnis >1, sind die Odds der ersten Gruppe größer,
- ist sie <1, sind sie kleiner als die der zweiten Gruppe.

Ist das Quotenverhältnis 6,06, dann ist die Chance für Kinder aus der oberen Dienstklasse das Gymnasium statt die Realschule zu besuchen um das 6,06-fache erhöht. Populärwissenschaftlich ausgedrückt: Für Kinder aus der oberen Dienstklasse ist die Chance ein Gymnasium zu besuchen 6,06-mal so groß wie für Facharbeiterkinder. Der Begriff „Chance“ ist dabei jedoch im populärwissenschaftlichen Sinne benutzt. Im wissenschaftlichen Sinne ist die Chance etwas anderes als das Quotenverhältnis (näheres zu den Unterschieden: siehe Quotenverhältnis). Da jedoch in der Presse häufig der Begriff Chance statt Quotenverhältnis verwandt wird, obwohl dies mathematisch eigentlich falsch ist, wird er auch hier verwendet werden.

## Kritik an den Studien und Thesen zur Bildungsbenachteiligung

### Kritik an der Methodik
Kritiker, darunter die Ökonomen von Collani und Prais, der Physiker Wuttke, der Mathematiker Putz und Frank Gaeth, der an der FU Berlin promoviert hat, haben auf methodische Mängel bei Studien zur Bildungsbenachteiligung, insbesondere bei der PISA-Studie hingewiesen.
Der folgenschwerste Fehler war der Umgang mit fehlenden Werten bei PISA. Im Rahmen der PISA-Studie fand zuerst ein IQ-Test, der sogenannte „Test der kognitiven Grundfertigkeiten“ statt. Als Teilnehmer war jeder zu werten, der an diesem Test teilgenommen hatte – auch dann, wenn keine Daten zur besuchten Schulform oder zu erreichten Leistungen in den bei PISA abgeprüften Fächern vorlagen. Nun gab es Schüler, die nach dem Test der kognitiven Grundfertigkeiten aus verschiedenen Gründen keine Frage mehr beantworteten. Die Werte fehlten hier also. Es gibt verschiedene Möglichkeiten, damit umzugehen. Erstens könnte man die fehlenden Werte ganz weg lassen. Diese Möglichkeit ist die seriöseste, gleichzeitig führt sie aber dazu, dass eine große Menge von Datensätzen unbrauchbar wird. Deswegen wurde sie hier nicht gewählt. Stattdessen wurden den Schülern aufgrund von conditioning variables so genannte plausible values (plausible Werte) zugeschrieben. Unter conditioning variables versteht man in diesem Fall Dinge wie den Beruf der Eltern oder die kognitiven Grundfertigkeiten. Aufgrund dieser conditioning variables werden die Leistungen der Schüler und die besuchte Schulform geschätzt. Man benutzt dazu natürlich ein ausgefeiltes mathematisches Modell, so dass die geschätzten Werte plausibel sind. Die Berechnung von plausiblen Werten ist in der Soziologie häufig, trotzdem ist dieses methodische Vorgehen im Falle der PISA-Studie kritisiert worden. Es sei nicht sicher, ob die gemessene Bildungsbenachteiligung tatsächlich stattfinde oder ein Artefakt sei.
Die OECD wies Zweifel an der Methodik und der korrekten Auswertung der Daten kategorisch zurück. Diese entbehrten „jeglicher wissenschaftlicher Grundlage“, hieß es seitens der OECD in Berlin.
Der deutsche Lehrerverband kritisierte die Meinung, dass Migranten in Deutschland benachteiligt seien. Der Präsident des Deutschen Lehrerverbandes, Josef Kraus, bezog wie folgt Stellung:

„Die OECD tischt einmal mehr Halbwahrheiten auf und tut so, als handle es sich hier um neue Daten. Vor allem ist es nicht seriös, wenn der OECD-Sprecher die Datenpräsentation mit persönlichen Wertungen, etwa einem Plädoyer für Schuluniformen, verbindet und die Rütli-Schule für seine Einheitsschul-Ideologie instrumentalisiert.“

Die deutsche Schule integriere Kinder von Migranten nicht besser oder schlechter als andere Länder, wo Migranten bessere Leistungen erbrächten, liege das an der gesteuerten Einwanderungspolitik und nicht an der Schule. Besonders schlecht seien die Migranten in Finnland integriert. Finnland werde zum Mythos hochstilisiert, obwohl es mit seinen Migrantenkindern nicht zurechtkomme.
Auch Dr. Volker Hagemeister hat dies kritisiert. Zwischen den Immigranten-Populationen, die in den verschiedenen PISA-Teilnehmerstaaten lebten, beständen erhebliche Unterschiede in Bezug auf Bildungsstand und soziale Stellung. Dies sei bei der Planung und Auswertung der PISA-Studie unzureichend berücksichtigt worden. In einigen Staaten – z. B. in Kanada oder in Neuseeland – hätten die Kinder neu eingewanderter Immigranten bei PISA genauso gut oder sogar besser abgeschnitten als die einheimischen Kinder, weil Akademiker unter den Immigranten überrepräsentiert seien und weil die meisten Einwanderer in Kanada oder Neuseeland die Landessprache bereits beherrschten. Dagegen gehörten in Deutschland viele Kinder mit Migrationshintergrund der sozialen Unterschicht an.
Hagemeister hat ebenfalls Kritik an der TIMSS-Studie geäußert.

### Kritik an der Behauptung einer Bildungsbenachteiligung
Josef Kraus, der Präsident des Deutschen Lehrerverbandes bestreitet in einer Kritik der PISA-Thesen eine Bildungsbenachteiligung. Es gebe im deutschen Schulsystem keine Bildungsbarrieren. Allerdings entschieden viele Eltern sich dafür, ihre Kinder nicht auf das Gymnasium zu schicken, da andere Schulen auch ihre Qualitäten hätten. Die Bildungsdebatte sei zu sehr fixiert auf Abitur und Studium.
Dieser Meinung ist auch die ehemalige hessische Kultusministerin Karin Wolff. „Die Abschaffung der Hauptschule wäre die Fortsetzung der ideologisch begründeten Verachtung praktischer Begabungen, mit der von SPD-Kultusministern hessischen Schülern über viele Jahre hinweg schwerer Schaden zugefügt worden ist.“
Tatsächlich solle ein Weg gefunden werden, dass Grundschüler sich schon frühzeitig für die Hauptschule entscheiden. Momentan würden nur noch 4 % der Schüler von der Grundschule zur Hauptschule gehen, hinzu komme eine große Zahl von Querversetzungen:

„Jetzt muss nach Wegen gesucht werden, die Attraktivität praxisorientierter Hauptschulzweige so zu erhöhen, dass die Zahl der Querversetzungen in die Hauptschule auch deshalb zurück geht, weil Schülerinnen und Schüler frühzeitig ihr Interesse an einer Schulform entdecken, die ihren Begabungen und Neigungen entspricht und sie auf ein erfolgreiches Berufsleben vorbereitet.“

Der Oberbürgermeister der Stadt Regensburg, Hans Schaidinger, sprach sich für das jetzige Schulsystem aus. Nur durch das jetzige Schulsystem sei gewährleistet, dass auch praktisch begabte einen Job fänden, der zu ihnen passe und dass genügend qualifizierte Arbeitskräfte für alle Bereiche vorhanden seien. Anlässlich der Grundsteinlegung für eine Hauptschule sagte er am 24. April 2006:

„Wer deshalb bedauert, dass es z. B. in Bayern zu wenig Abiturienten gibt, der muss schon auch sagen, woher der Nachwuchs für das Handwerk und die vielen anderen Bereiche kommen soll. Ohne qualifizierte Fachkräfte keine leistungsfähigen Betriebe und ohne gut ausgebildete Mitarbeiter auf allen Ebenen und in allen Bereichen fehlt jegliche Basis für unsere wirtschaftliche, aber auch gesellschaftliche und kulturelle Weiterentwicklung. Bildung, Ausbildung und Qualifikation sind die unentbehrlichen Quellen für die Wettbewerbsfähigkeit unseres Landes und unserer Wirtschaft und diese Quellen werden aus allen Schularten gespeist […] Wir brauchen neben starken Realschulen und Gymnasien auch starke Hauptschulen.“

Im Oktober 2006 feierte das Berufsbildungs- und Technologiezentrum Ansbach (BTZ) der Handwerkskammer für Mittelfranken sein 25-jähriges Bestehen. Anlässlich dieser Feier wies Kammerpräsident Mosler die Kritik am deutschen Schulsystem zurück. Es stimme einfach nicht, dass Hauptschüler keine Lehrstelle im Handwerk mehr fänden. Hauptschüler hätten gute Chancen im Handwerk.

## Maßnahmen gegen die Bildungsbenachteiligung
83 von 100 Akademikerkindern schreiben sich in Deutschland an einer Hochschule ein, aus Familien ohne akademische Tradition machen das nur 23 von 100 Kindern. Nur acht Prozent der Studierenden sind Migrantenkinder, obwohl rund ein Fünftel der Bevölkerung und ein Viertel der Kinder und Jugendlichen unter 25 Jahren einen Migrationshintergrund aufweisen. Deswegen forderte der Soziologe Ralf Dahrendorf eine Mindestquote der Studierenden aus bildungsfernen Schichten. Diese Quote soll der amerikanischen affirmative action ähneln.
In einigen Kommunen in Deutschland wird ein Frühstück in Grundschulen angeboten und an Kinder aus armen Familien kostenlos ausgegeben. Auch im Rahmen des EU-Schulobstprogramms in den Schuljahren 2011/2012 bis 2015/2016 wurde kostenlos Obst und Gemüse in der Schule ausgeteilt. (Zu Vorgänger- und Nachfolgerprogrammen hiervon siehe auch: Schulmilchprogramm der Europäischen Union.) Laut einer repräsentativen Umfrage von 2019 gehen insgesamt 10 % aller Grundschulkinder in Deutschland ohne Frühstück in die Schule, weitere 9 % frühstücken alleine.
In Städten und Kommunen existieren zudem diverse Projekte für Bildungspatenschaften.
Weiterhin bietet die pädagogische Ausgestaltung von Schulen Ansatzpunkte, um Leistungsunterschieden nach der sozialen Herkunft entgegenzuwirken. Besonders wichtig ist hierbei, wie der Unterricht und die Ganztagsangebote gestaltet werden. In einer Studie auf der Grundlage des Nationalen Bildungspanels wurde ermittelt, dass Leistungsunterschiede nach der sozialen Herkunft abgeschwächt werden, wenn die Lehrkraft den Schülern im Unterricht viel Unterstützung bietet (z. B. während die Schüler Aufgaben bearbeiten), wenn die Lehrkraft bei Gruppenarbeiten leistungsheterogene Gruppen bildet und wenn regelmäßig fachspezifischer Förderunterricht angeboten wird.

### Grundlagentexte
- Pierre Bourdieu: Die feinen Unterschiede. Kritik der gesellschaftlichen Urteilskraft. Suhrkamp, Frankfurt am Main 1987, ISBN 3-518-28258-1.
- Pierre Bourdieu, Jean-Claude Passeron: Die Illusion der Chancengleichheit, Untersuchungen zur Soziologie des Bildungswesens am Beispiel Frankreich. Klett-Cotta, Stuttgart 1988, ISBN 3-12-921120-9.
- Ralf Dahrendorf: Arbeiterkinder an deutschen Universitäten. Mohr Siebeck, Tübingen 1965, ISBN 3-16-517471-7.

### Geschichte der Bildungsbenachteiligung
- Herbert Gudjons: Pädagogisches Grundwissen. 8. Auflage. Verlag Julius Klinkhardt, Bad Heilbrunn 2003.
- Peter Lundgreen: Sozialgeschichte der deutschen Schule im Überblick. Teil II: 1918–1980. (= Kleine Vandenhoeck-Reihe). Göttingen 1981, ISBN 3-525-33454-0.

### Geschlecht und Soziale Herkunft
- Hannelore Bublitz: Ich gehörte irgendwie so nirgends hin: Arbeitertöchter an der Hochschule. Focus, Gießen 1980, ISBN 3-88349-208-6.
- Erika Haas: Arbeiter- und Akademikerkinder an der Universität. Eine geschlechts- und schichtspezifische Analyse. Campus, Frankfurt am Main 1999, ISBN 3-593-36223-6.
- Anne Schlüter (Hrsg.): Arbeitertöchter und ihr sozialer Aufstieg. Zum Verhältnis von Klasse, Geschlecht und sozialer Mobilität. Deutscher Studienverlag, Weinheim 1992, ISBN 3-89271-327-8.
- Anne Schlüter (Hrsg.): Bildungsmobilität. Studien zur Individualisierung von Arbeitertöchtern in der Moderne. Deutscher Studienverlag, Weinheim 1993, ISBN 3-89271-417-7.
- Gabriele Theling: Vielleicht wäre ich als Verkäuferin glücklicher geworden: Arbeitertöchter & Hochschule. Westfälisches Dampfboot, Münster 1986, ISBN 3-924550-18-2.

### Stadt-/Landgefälle
- Bastian Berbner, Henning Sußebach: Abitur: In Braunschweig machen 48 Prozent der Schüler Abitur. In Cloppenburg 18 Prozent. Wie kann das sein? In: Die Zeit. 20. März 2018, abgerufen am 6. April 2018.

### Migrationsforschung
- Mechtild Gomolla, Frank-Olaf Radtke: Institutionelle Diskriminierung. Die Herstellung ethnischer Differenz in der Schule. Leske + Budrich, Opladen 2002, ISBN 3-8100-1987-9.
- Mechthild Gomolla: Schulentwicklung in der Einwanderungsgesellschaft. Strategien gegen Diskriminierung in England, Deutschland und in der Schweiz. Waxmann Verlag, Münster 2005, ISBN 3-8309-1520-9.
- Mona Granato: Ungleichheiten beim Zugang zu einer beruflichen Ausbildung: Entwicklungen und mangelnde Perspektiven für junge Menschen mit Migrationshintergrund. Internet-Artikel vom 14. Juli 2006 (auf: migration-online.de)

### Hochschulforschung
- Wolfgang Isserstedt, Elke Middendorff, Steffen Weber, Klaus Schnitzer, Andrä Wolter: Die wirtschaftliche und soziale Lage der Studierenden in der Bundesrepublik Deutschland 2003. 17. Sozialerhebung des deutschen Studentenwerkes durchgeführt durch HIS Hochschul-Informations-System. Bonn/Berlin 2004.
- Walter Müller, Reinhard Pollak: Weshalb gibt es so wenige Arbeiterkinder in Deutschlands Universitäten? In: Rolf Becker, Wolfgang Lauterbach (Hrsg.): Bildung als Privileg? Erklärungen und Befunde zu den Ursachen der Bildungsungleichheit. Verlag für Sozialwissenschaften, Wiesbaden 2004, ISBN 3-531-14259-3, S. 311–352.

### Elitesoziologie
- Michael Hartmann: Der Mythos von den Leistungseliten. Spitzenkarrieren und soziale Herkunft in Wirtschaft, Politik, Justiz und Wissenschaft. Campus-Verlag, Frankfurt am Main 2002, ISBN 3-593-37151-0.
- Klaus Schubert: Leistungseliten. Die Bedeutung sozialer Herkunft als Selektionskriterium für Spitzenkarrieren. Eine Analyse unter besonderer Berücksichtigung von Sozialisation und Qualifikation. Kovac, Hamburg 2006, ISBN 3-8300-2218-2.

### Internationale Erhebungen
- UNICEF: Innocenti Report Card No. 4: A league table of educational disadvantage in rich nations. UNICEF Innocenti Research Centre, Florence 2002.

### Kritik an den OECD-Erhebungen
- Josef Kraus: Der PISA-Schwindel. Unsere Kinder sind besser als ihr Ruf. Wie Eltern und Schule Potenziale fördern können Signum Verlag, Wien 2005, ISBN 3-85436-376-1.